# Kazimierz
Kazimierz (phát âm tiếng Ba Lan: [kaˈʑimjɛʂ]; tiếng Latinh: Casimiria; tiếng Yid: קוזמיר, đã Latinh hoá: Kuzimyr) là một khu vực lịch sử của Kraków và Phố cổ Kraków, Ba Lan. Từ khi thành lập ở thế kỷ 14 đến đầu thế kỷ 19, khu vực Kazimierz là một thành phố độc lập, một Thành phố hoàng gia ở Ba Lan của Đức Vua Vương quốc Ba Lan, một địa điểm phía nam Phố cổ Kraków, ngăn cách bởi một nhánh của con sông Wisła. Trong nhiều thế kỷ, khu vực Kazimierz là nơi cùng tồn tại và giao thoa của văn hóa dân tộc Ba Lan và Do Thái. Phần phía đông bắc của khu vực là di tích lịch sử của người Do Thái và của những người dân buộc phải chuyển đến khu ghetto ở Krakow ở Podgórze ngay bên kia sông khi quân Đức chiếm đóng vào năm 1941. Ngày nay, khu vực Kazimierz là một trong những điểm chính thu hút khác du lịch ở Krakow và là một trung tâm quan trọng trong đời sống văn hóa của thành phố.
Ranh giới của khu vực Kazimierz được xác định bằng một đảo cũ trên sông Wisła. Nhánh bắc của sông (Stara Wisła – Old Vistula) đã bị lấp vào cuối thế kỷ 19 trong thời gian Phân chia Ba Lan và làm thành một phần mở rộng của đường ul. Stradomska nối khu vực Kazimierz với Phố cổ Kraków.

## Lịch sử thời kỳ đầu

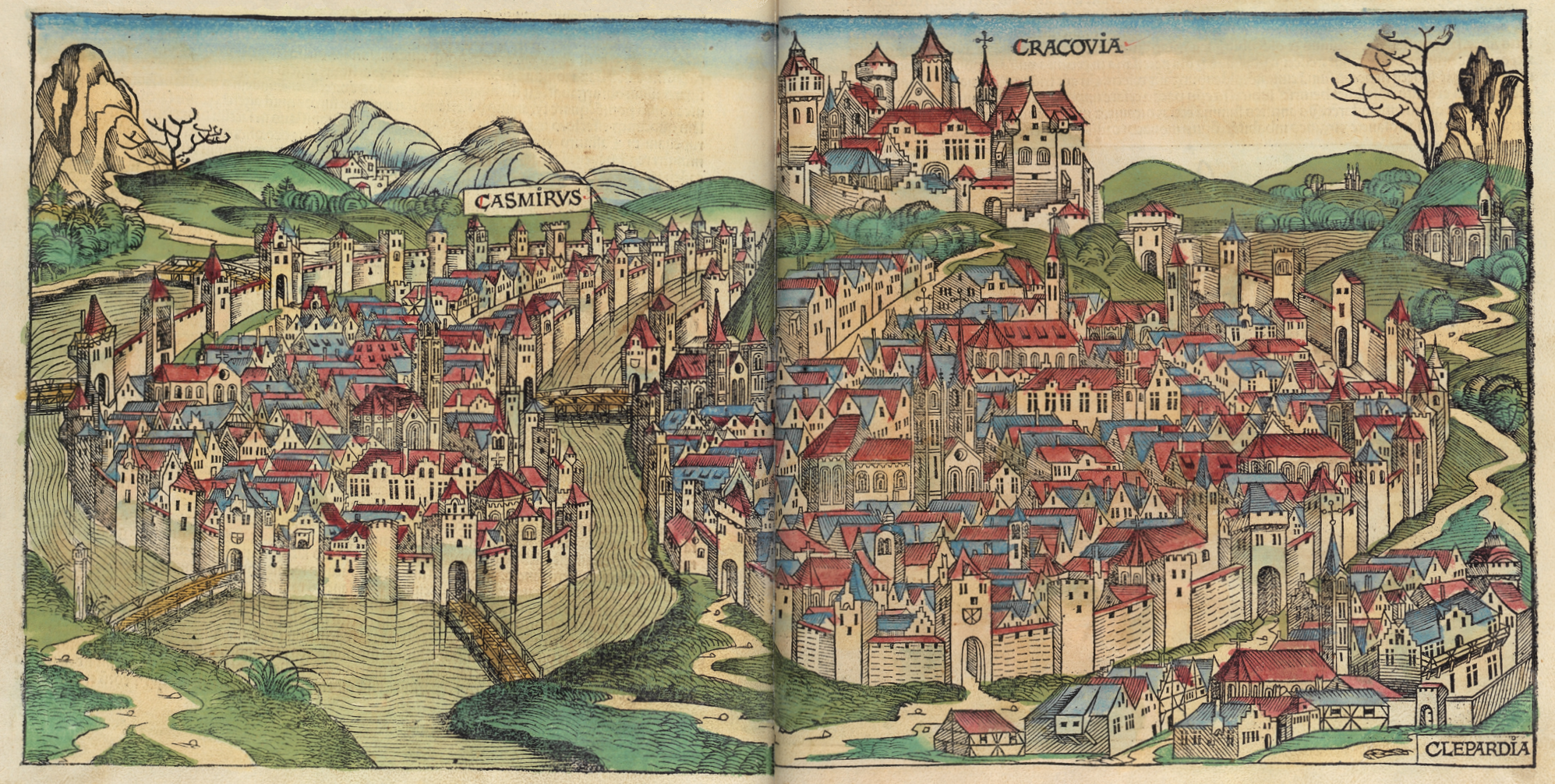
Casmirvs (trái) trên tranh khắc gỗ năm 1493 trong Biên niên sử Nuremberg của Hartmann Schedel (tầm nhìn về hướng tây).

Ba khu vực định cư đầu thời kỳ Trung Cổ được biết đến là đã tồn tại trên hòn đảo lập nên Kazimierz bây giờ. Quan trọng nhất trong các khu vực này là đền thờ Slavic tiền Kitô giáo tại Skałka (“tảng đá nhỏ”) ở phía tây, mũi thượng nguồn của hòn đảo. Địa điểm này, với hồ nước thiêng của mình, về sau trở thành địa điểm Kitô giáo với Nhà thờ Thánh Tổng lãnh thiên thần Micae vào thế kỷ 11 và là một địa điểm huyền thoại về cuộc tử đạo của Thánh Stanisław. Gần đó về phía đông nam, có một khu phức hợp trang viên quý tộc và một chợ gia súc quan trọng của thị trấn Bawół, có thể đã từng là nền móng của một gród (khu định cư kiên cố bằng gỗ) của một bộ tộc Slavic cổ, ở rìa của vùng đất có thể sinh sống được gần các đầm lầy gồm phía đông, cuối hạ lưu của hòn đảo. Ngoài ra còn có một hòn đảo nhỏ hơn phía thượng lưu của Kazimierz được biết đến với tên gọi “Đảo Tatar”, về sau nghĩa trang của người Tatar nằm ở đó. Hòn đảo nhỏ hơn này đã bị cuốn trôi sau đó.
Ngày 27 tháng 3 năm 1335, Vua Kazimierz III của Ba Lan (Kazimierz Wielki) tuyên bố rằng hai vùng ngoại ô phía tây Kraków trở thành một thị trấn mới mang tên ông - Kazimierz (Casimiria trong tiếng Latinh). Không lâu sau đó, vào năm 1340, Bawół cũng được sát nhập vào đây, làm cho các ranh giới của thành phố mới giống với toàn bộ hòn đảo. Vua King Casimir đã ban đặc quyền cho vùng đất Casimiria của mình theo Luật Magdeburg và vào năm 1362, đã ra lệnh xây dựng các tường thành bảo vệ. Ông bố trí khu vực trung tâm mới xây dựng này chủ yếu dành cho những người dân thị trấn với mục đích đặt dòng Augustinô bên cạnh Skałka. Ông cũng bắt đầu hoạch định khuôn viên cho Học viện Kraków mà ông đã thành lập từ năm 1364, nhưng do Casimir mất vào năm 1370 nên khu trường học này chưa bao giờ được hoàn thành.
Có thể điểm đặc trưng quan trong nhất của Kazimierz thời trung cổ là Pons Regalis, cây cầu chính vĩnh cữu và duy nhất bắc qua sông Vistula (tiếng Ba Lan: Wisła) trong nhiều thế kỷ. Cây cầu này nối Kraków qua Kazimierz đến Mỏ muối Wieliczka và con đường thương mại sinh lợi Hungary. Cây cầu cuối cùng tại địa điểm này (ở cuối đường Stradomska hiện nay) đã bị dỡ bỏ vào năm 1880 khi lấp lòng sông Vistula Cổ dưới thời Thị trưởng Mikołaj Zyblikiewicz khiến cây cầu trở nên lỗi thời.

## Kazimierz của người Do Thái

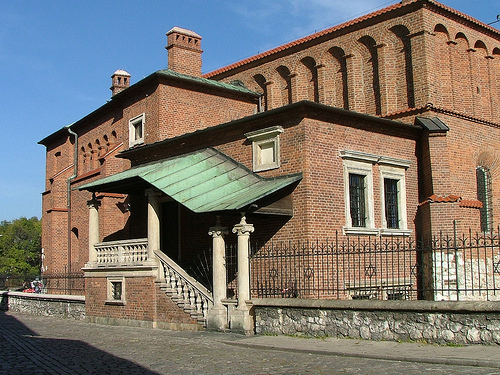
Giáo đường Do Thái cổ phong cách Phục Hưng.

Người Do Thái đóng một vai trò quan trong trong nền kinh tế của khu vực Kraków từ cuối thế kỷ 13, được Bolesław Sùng đạo ban cho tự do thờ cúng, thương mại và đi lại, trong Hiến chương Chung về đặc quyền của người Do Thái ban hành vào năm 1264. Cộng đồng người Do Thái ở Kraków đã sống yên bình cạnh người láng giềng dân tộc Ba Lan của họ dưới sự bảo trợ của Vua Kazimierz III của Ba Lan, vị vua cuối cùng của Triều đại Piast. Tuy nhiên, vào đầu thế kỷ 15, dưới sức ép của Công đồng Constance, một vài giáo sĩ giáo điều bắt đầu thúc ép việc khoan dung chính thức ít hơn. Những lời buộc tội phỉ báng máu của một linh mục cuồng tín ở Kraków đã dẫn tới các cuộc bạo loạn chống lại người Do Thái năm 1407 mặc dù đội cận vệ hoàng gia đã nhanh chóng đến giải cứu.
Như một phần của việc tái lập trường đại học Kraków, bắt đầu vào năm 1400, Học viện bắt đầu mua các tòa nhà phụ ở Phố cổ. Một vài người Do Thái đã chuyển đến khu vực xung quanh Plac Szczepański ngày nay. Giáo đường Do Thái lâu đời nhất của Ba Lan đã được xây dựng ở khu vực Kazimierz trong khoảng thời gian này, vào năm 1407 hoặc 1492 (ngày tháng thay đổi theo nhiều nguồn tài liệu). Đó là một giáo đường pháo đài Chính thống giáo có tên gọi Giáo đường Do Thái cổ. Năm 1494, một vụ hỏa hoạn thảm khốc đã phá hủy phần lớn Kraków. Năm 1495, vua Ba Lan Jan I Olbracht đã dời những người Do Thái từ khu Phố cổ bị tàn phá sang quận Bawół của Kazimierz. Năm 1553, cộng đồng Do Thái Qahal đã kiến nghị với hội đồng thị trấn Kazimierz để được quyền xây dựng nội thành của riêng mình, cắt ngang điểm cuối phía tây của thành phòng thủ cũ. Do sự lớn mạnh của cộng đồng và dòng người Do Thái từ Bohemia, các tường thành một lần nữa được mở rộng vào năm 1608. Các yêu cầu mở rộng tường thành sau đó đều bị từ chối với lý do không cần thiết.
Khu vực giữa các tường thành được biết đến với tên gọi Oppidum Judaeorum - Thành phố Do Thái, chỉ chiếm khoảng một phần năm diện tích địa lý nhưng chiếm gần một nửa dân số của khu vực Kazimierz. Oppidum trở thành trung tâm văn hóa và tôn giáo chính của người Do Thái Ba Lan, là nơi tiếp nhận nhiều học giả, nghệ sĩ và thợ lành nghề người Do Thái giỏi nhất Ba Lan. Trong số những cư dân nổi tiếng có Talmud Moses Isserles, Abraham của Bohemia của Tòa án Do Thái, Kabbalah Natan Szpiro và bác sĩ hoàng gia Shmuel bar Meshulam.

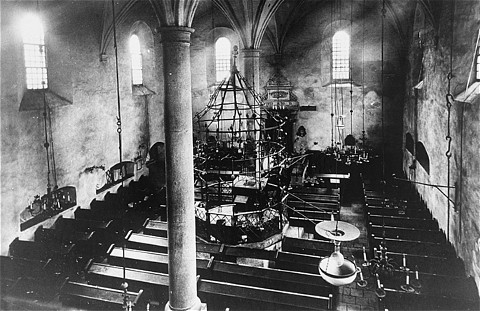
Bên trong Giáo đường Do Thái cổ của Kazimierz trước năm 1939.

Thời hoàng kim của Oppidum kết thúc vào năm 1782 khi Hoàng đế Áo Joseph II giải thể kahal. Năm 1822, tường thành bị dỡ bỏ, xóa đi bất cứ lời nhắc nhở vật chất nào về các ranh giới cũ giữa người Do Thái và người Ba Lan ở Kazimierz.
Sau năm 1795 (trong giai đoạn Phân chia Ba Lan lần thứ ba), nước Áo có được thành phố Kraków, khu vực Kazimierz mất đi vị thế là của thành phố riêng biệt và trở thành một quận của Kraków. Những gia đình giàu có người Do Thái nhanh chóng chuyển ra khỏi những con phố đông đúc phía đông Kazimierz. Mặc dù lệnh cấm đi lại ở ngày Sabbath, tuy nhiên phần lớn các gia đình Do Thái ở tương đối gần với các giáo đường Do Thái lịch sử ở Oppidum cũ, duy trì danh tiếng của Kazimierz như một “quận của người Do Thái” rất lâu sau khi khái niệm này không còn ý nghĩa hành chính nữa. Đến những năm 1930, Kraków có 120 giáo đường Do Thái và nhà nguyện rải rác khắp thành phố được đăng ký chính thức và phần lớn đời sống trí thức Do Thái đã chuyển đến các trung tâm mới như Podgórze.

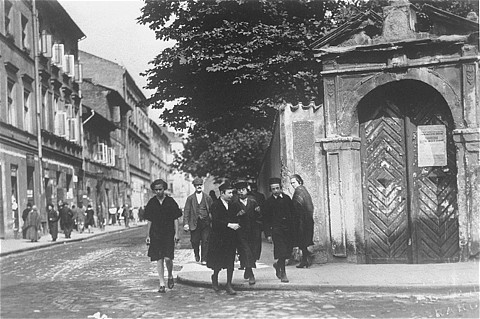
Trẻ em Do Thái trước nhà thờ Corpus Christi khoảng thời gian trước năm 1939.

Trong một cẩm nang hướng dẫn du lịch xuất bản năm 1935, Meir Balaban, một rabbi cải cách và là giáo sư Lịch sử tại Trường Đại học Warszawa than thở rằng những người Do Thái trụ lại Oppidum sôi động một thời “chỉ là những người nghèo và bảo thủ cực đoan.” Tuy nhiên, chính cuộc di cư này là lý do tại sao phần lớn các tòa nhà ở Oppidum ngày nay vẫn được bảo tồn gần giống với hình dáng từ thế kỷ 18 của chúng.
Trong Chiến tranh thế giới thứ hai, những người Do Thái ở Krakow, bao gồm những người sống ở Kazimierz đã bị Đức quốc xã dồn vào khu ghetto ở Podgórze dọc bờ sông. Phần lớn trong số họ sau đó bị giết trong quá trình đóng cửa khu ghetto hoặc trong các trại hành quyết.

## Kazimierz Do Thái thời hậu chiến
Sau Chiến tranh thế giới thứ hai, vắng bóng người Do Thái, Kazimierz bị chính quyền cộng sản ngó lơ. Tuy nhiên, kể từ năm 1988, một popular annual Lễ hội văn hóa Do Thái nổi tiếng được tổ chức hàng năm đã thu hút người dân Cracovian quay trở lại với trung tâm của Oppidum và giói thiệu lại văn hóa Do Thái đến một thế hệ những người Ba Lan lớn lên mà không biết đến lịch sử của cộng đồng người Do Thái trong lịch sử của đất nước. Vào năm 1993, Steven Spielberg đã khởi quay bộ phim Bản danh sách của Schindler với các cảnh quay chủ yếu ở Kazimierz (dù thực tế là rất ít hoạt động trong lịch sử diễn ra ở đây) và điều này đã thu hút sự chú ý của thế giới dành cho Kazimierz. Từ năm 1993, đã có những phát triển song song trong việc khôi phục các di tích lịch sử quan trọng ở Kazimierz và sự phát triển bùng bổ các nhà hàng, quán bar, quầy sách và cửa hàng lưu niệm mang chủ đề Do Thái. Không chỉ có vậy, có một vài người Do Thái đã chuyển từ Israel và Châu Mỹ về Kazimierz. Thời gian gần đây đã có sự gia tăng nhỏ về dân số Do Thái ở Kazimierz và Krakow.
Hiện nay, có một nhóm các thanh niên Do Thái gặp gỡ nhau hàng tuần ở Kazimierz và ở Giáo đường Do Thái Remah để tích cực giúp đỡ một cộng đoàn nhỏ với chủ yếu là những người Do Thái Cracovian cao tuổi.
Hàng năm, vào cuối tháng 6, Lễ hội văn hóa Do Thái được diễn ra ở khu vực Kazimierz. Đây là lễ hội âm nhạc và văn hóa Do Thái lớn nhất Châu Âu và thu hút du khách từ khắp nơi trên thế giới. Âm nhạc biểu diễn trong lễ hội khá đa dạng và được trình diễn bởi các ban nhạc đến từ nhiều nơi như Trung Đông, Mỹ và Châu Phi.

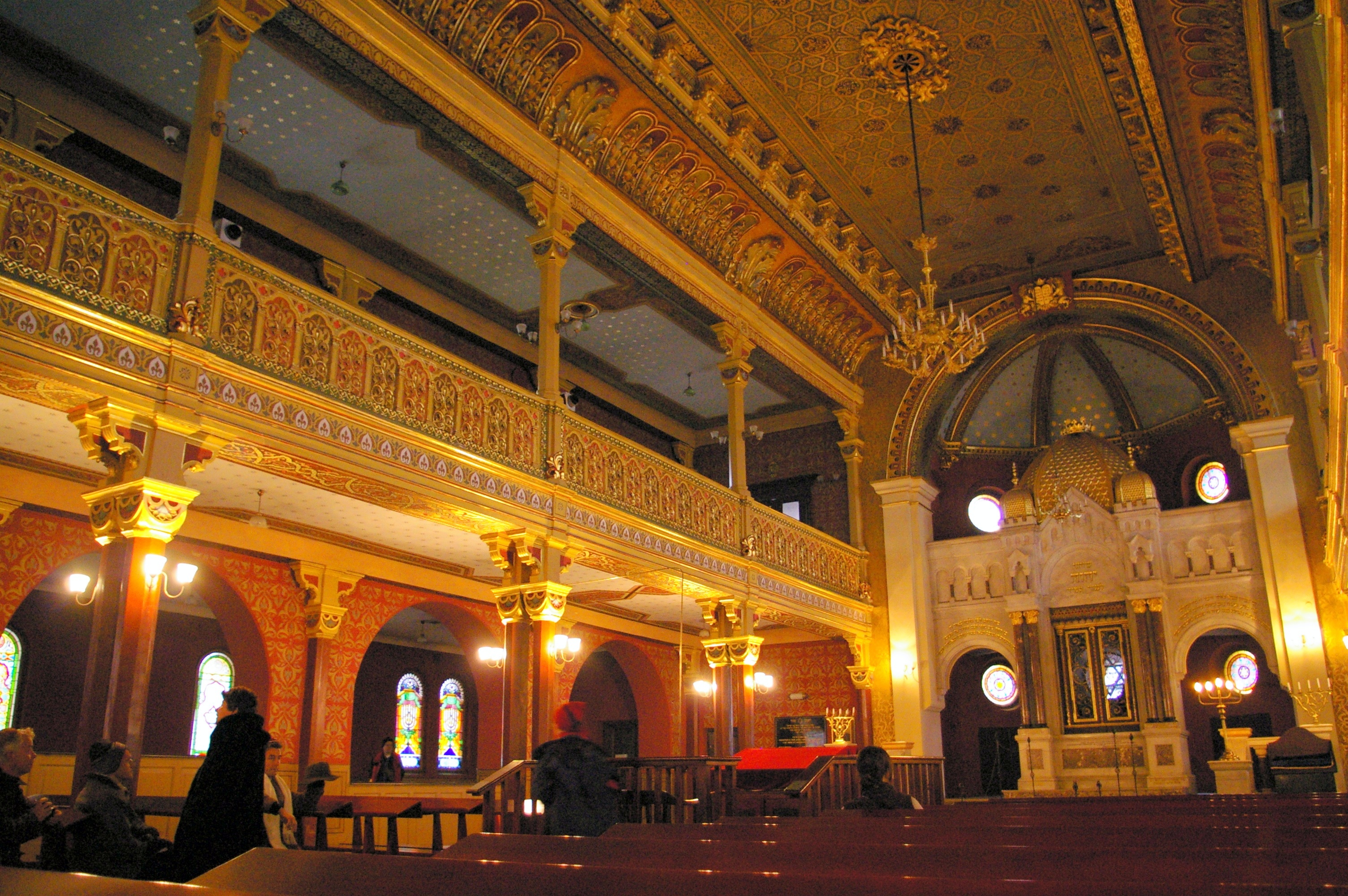
Bên trong Giáo đường Do Thái Tempel
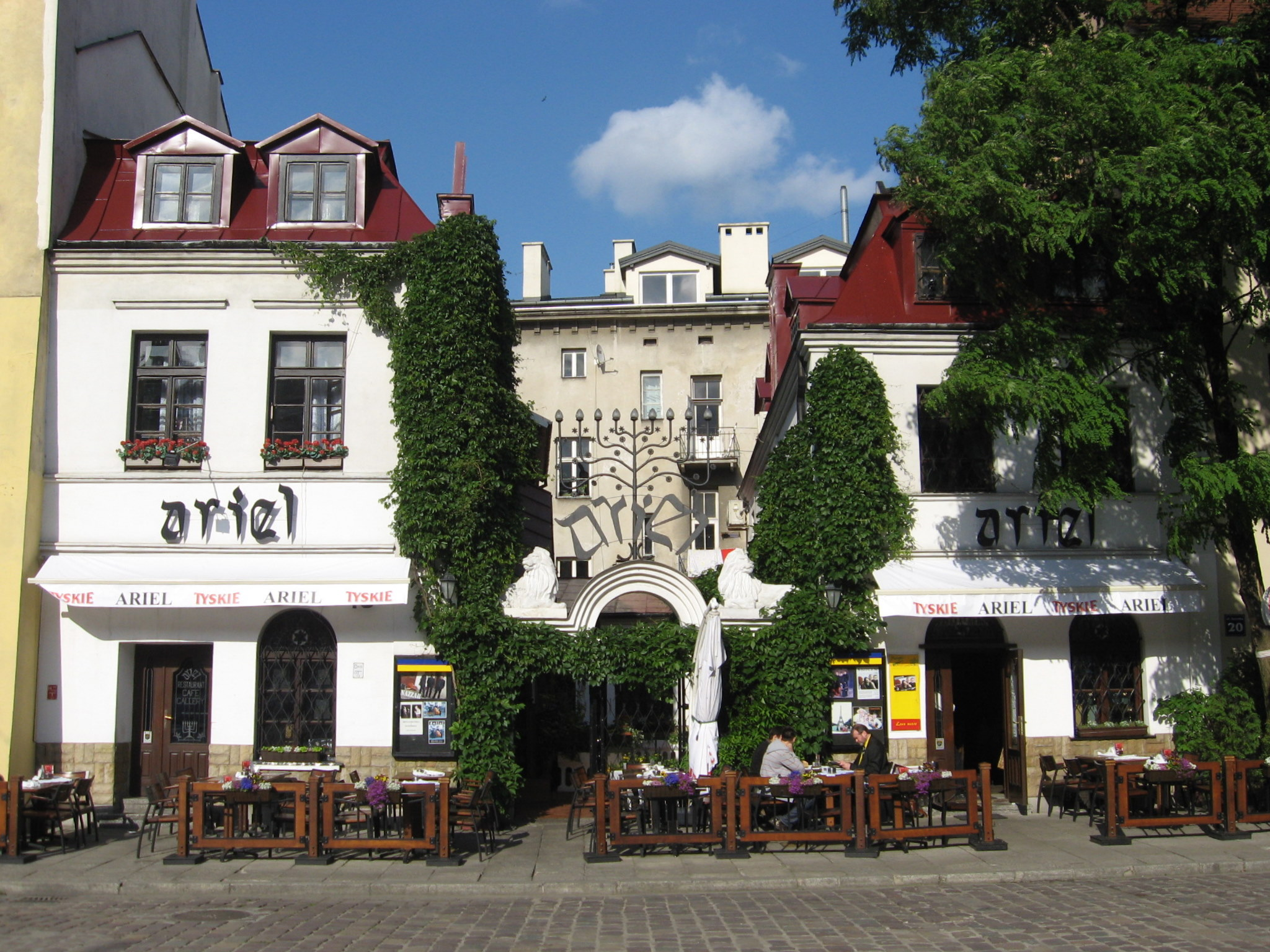
Nhà hàng Do Thái Ariel, đường Szeroka, Kazimierz 2009
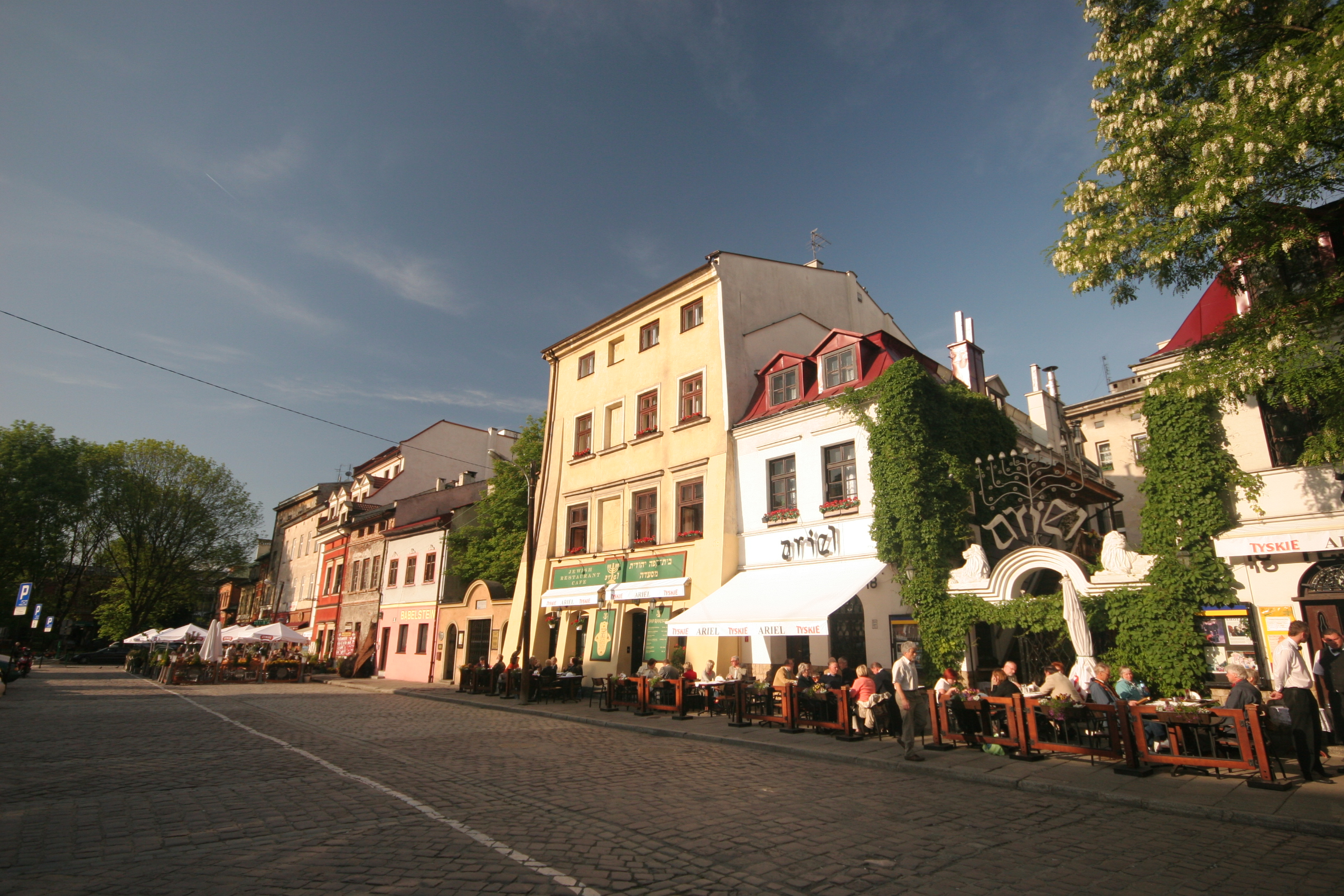
Khu vực Kazimierz năm 2009
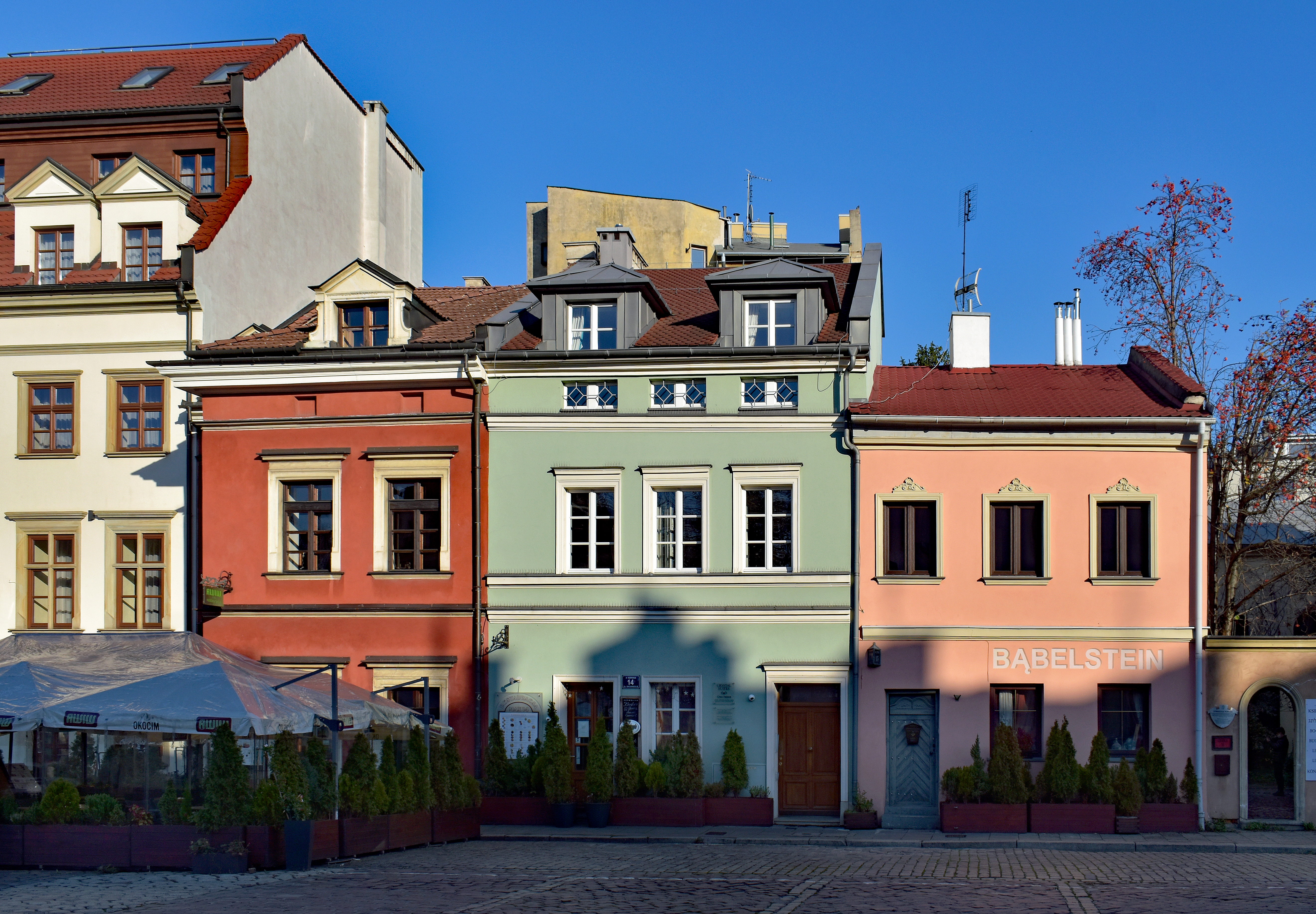
Ngôi nhà nơi sinh ra Helena Rubinstein's (màu xanh)
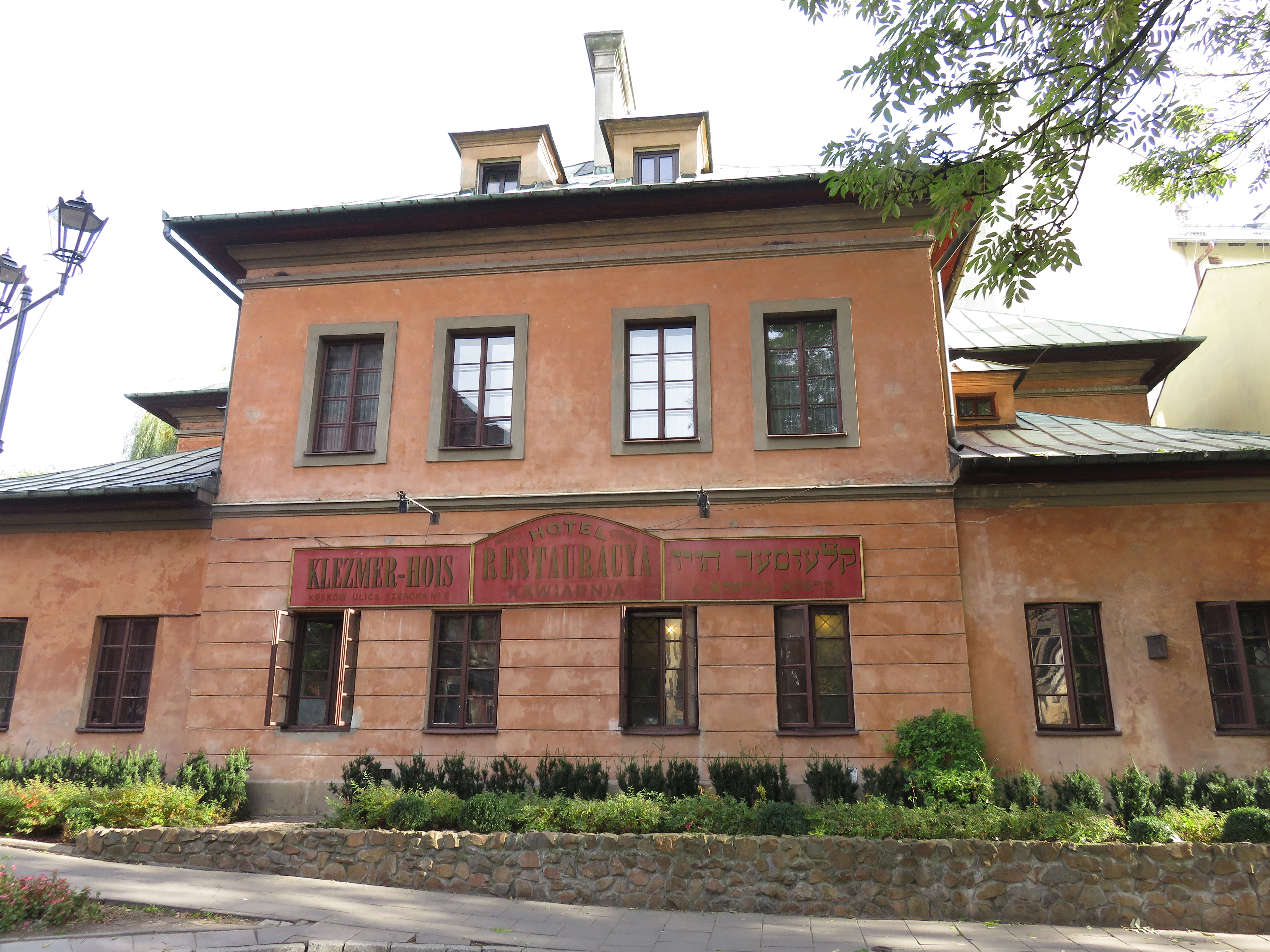
Great Mikvah ở Szeroka
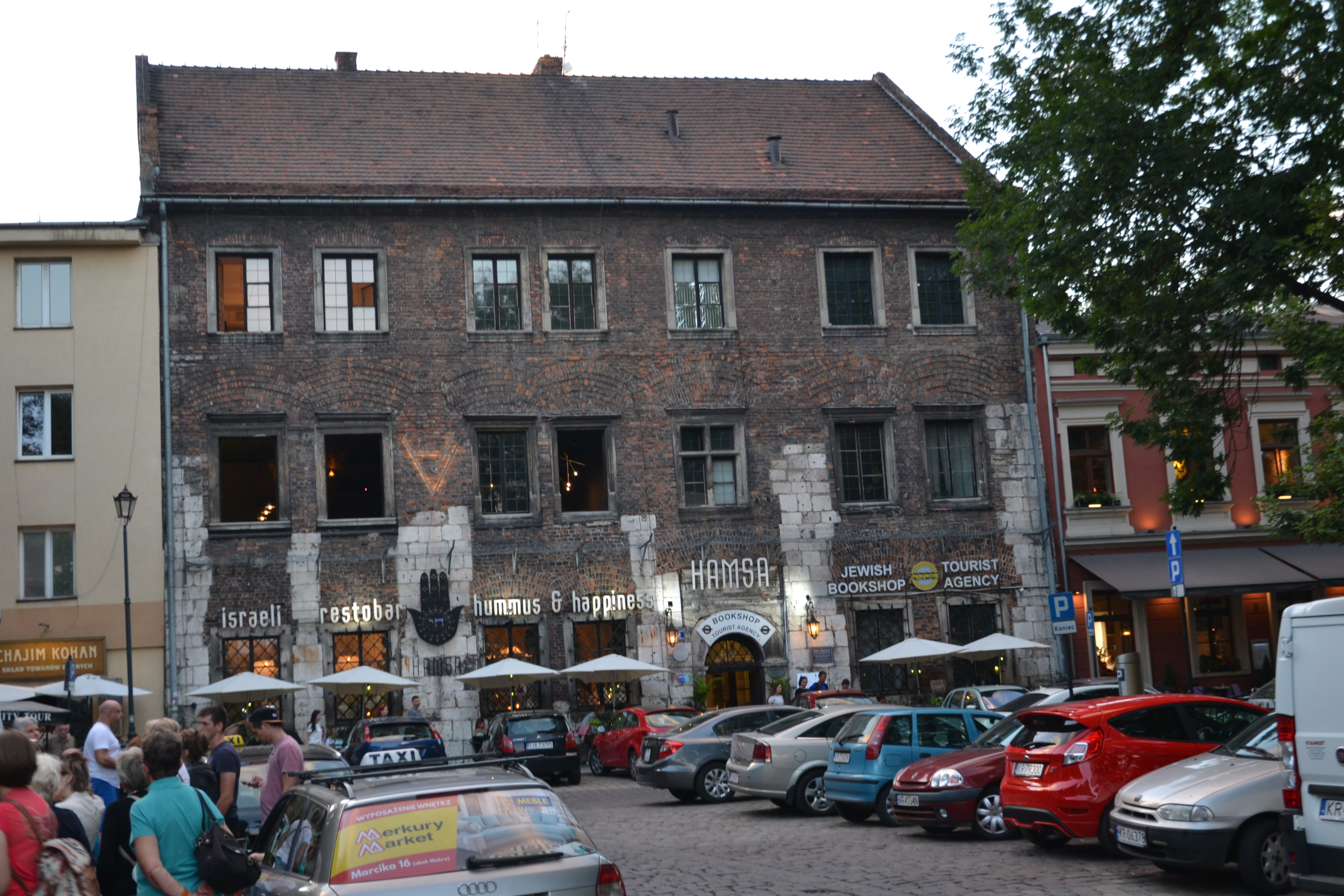
Nhà Landau
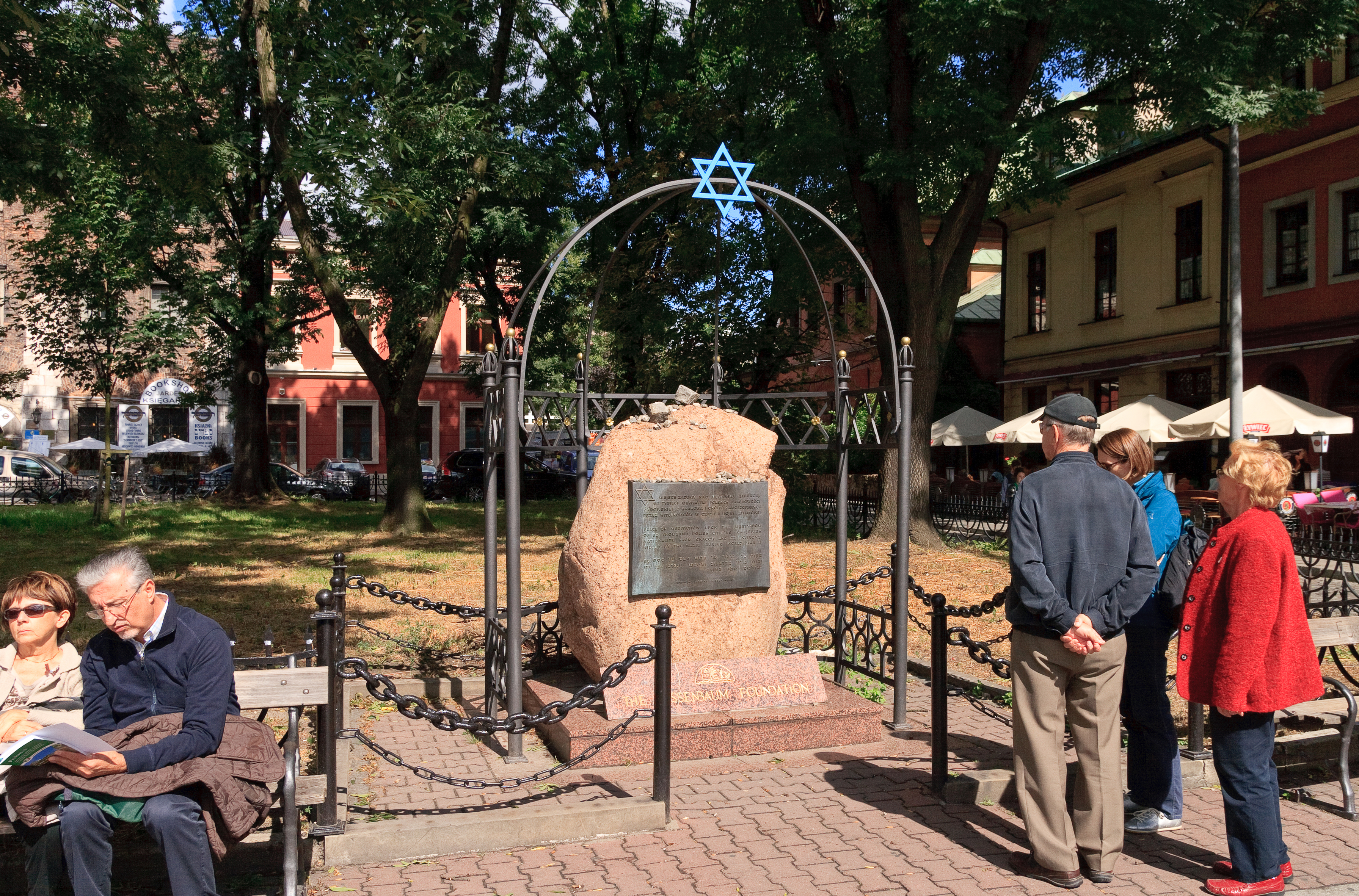
Đài tưởng niệm người Do Thái Ba Lan
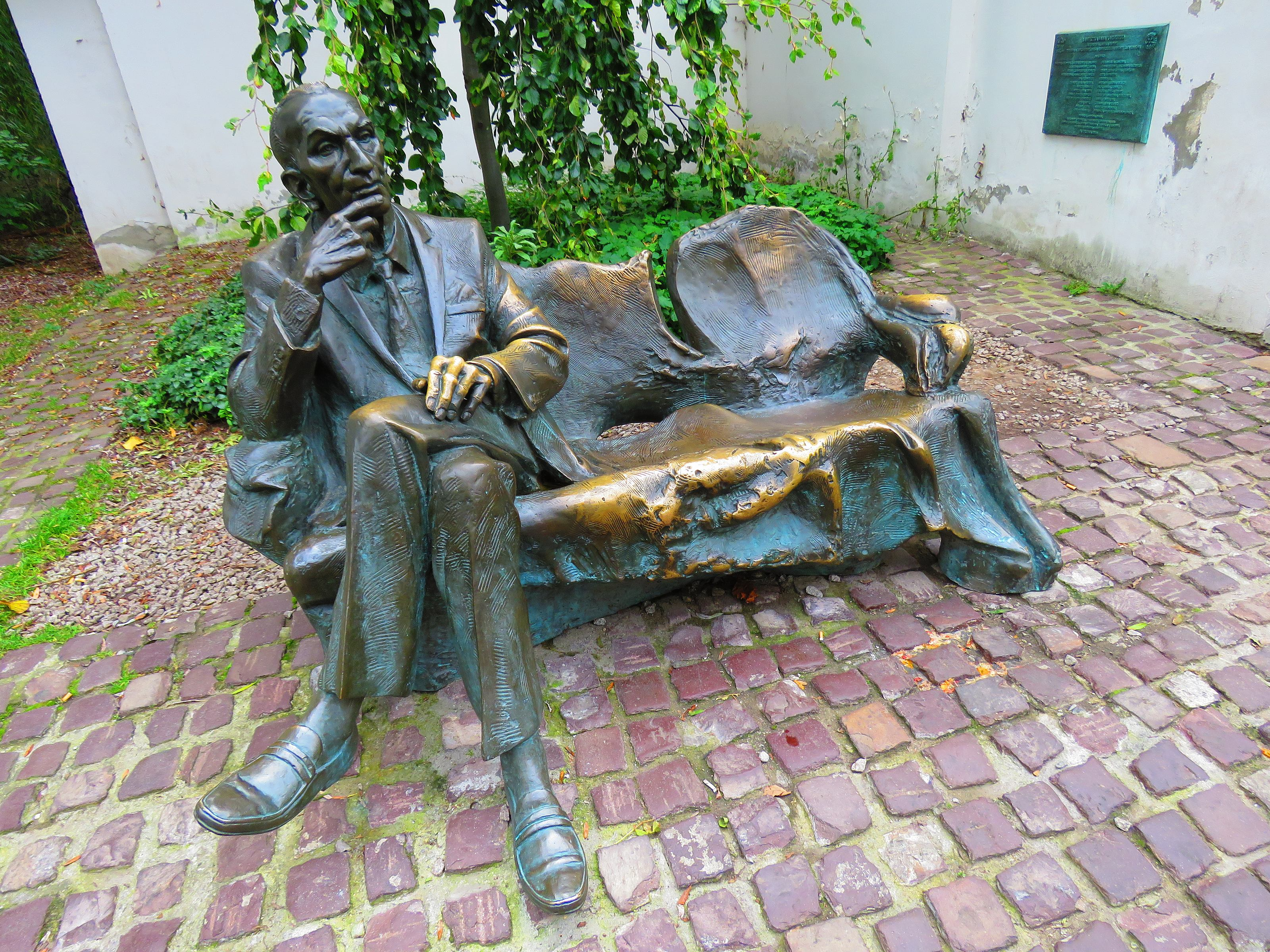
Đài tưởng niệm Jan Karski
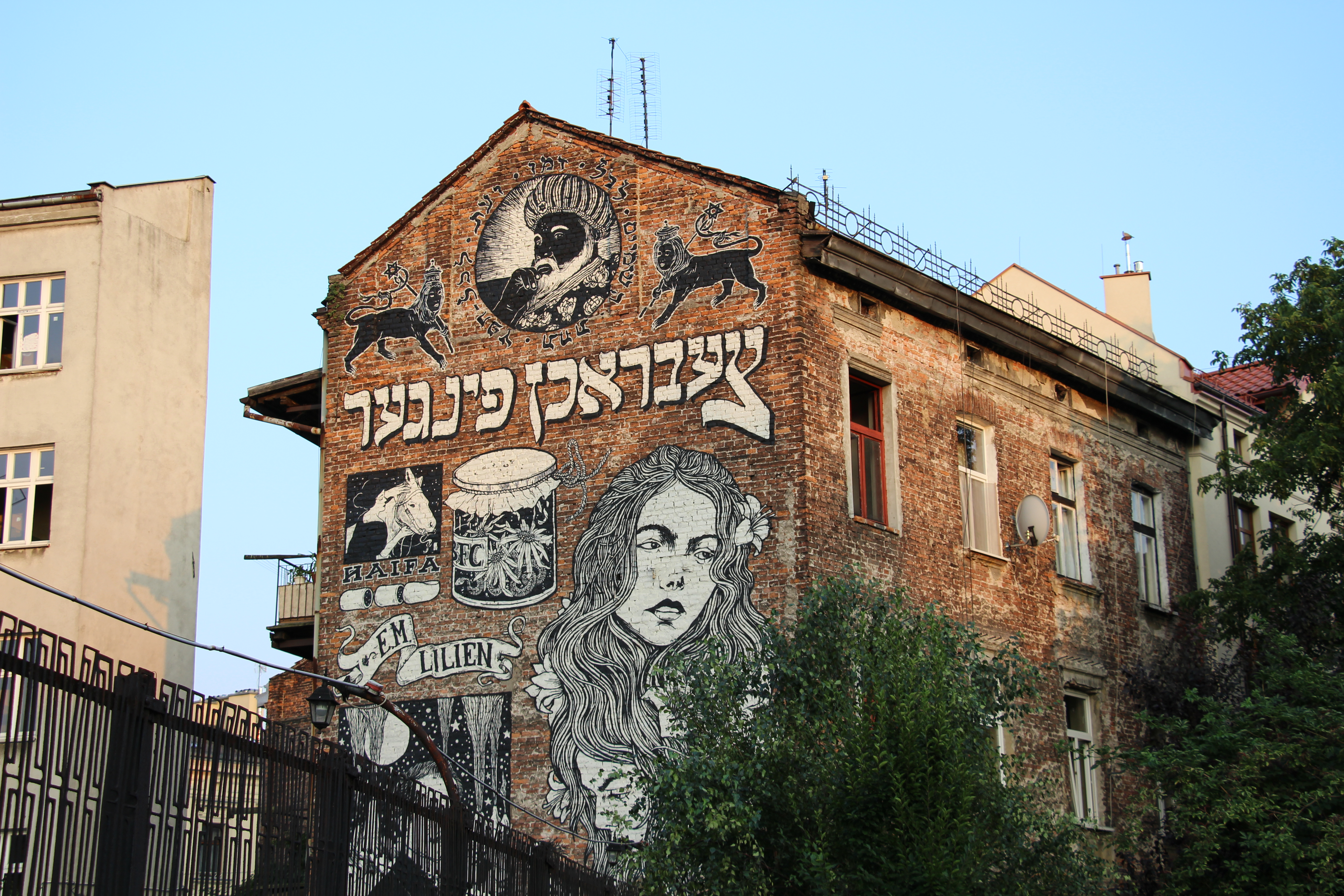
Bích họa ở Bawół Square. Bích lấy cảm hứng từ nghệ sĩ đương đại Ephraim Moses Lilien
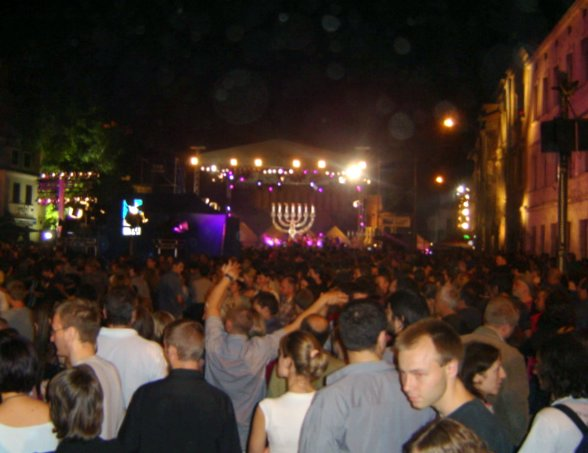
Lễ hội văn hóa Do Thái ở Kraków, sự kiện văn hóa thường niên từ năm 1988 ở khu vực Kazimierz
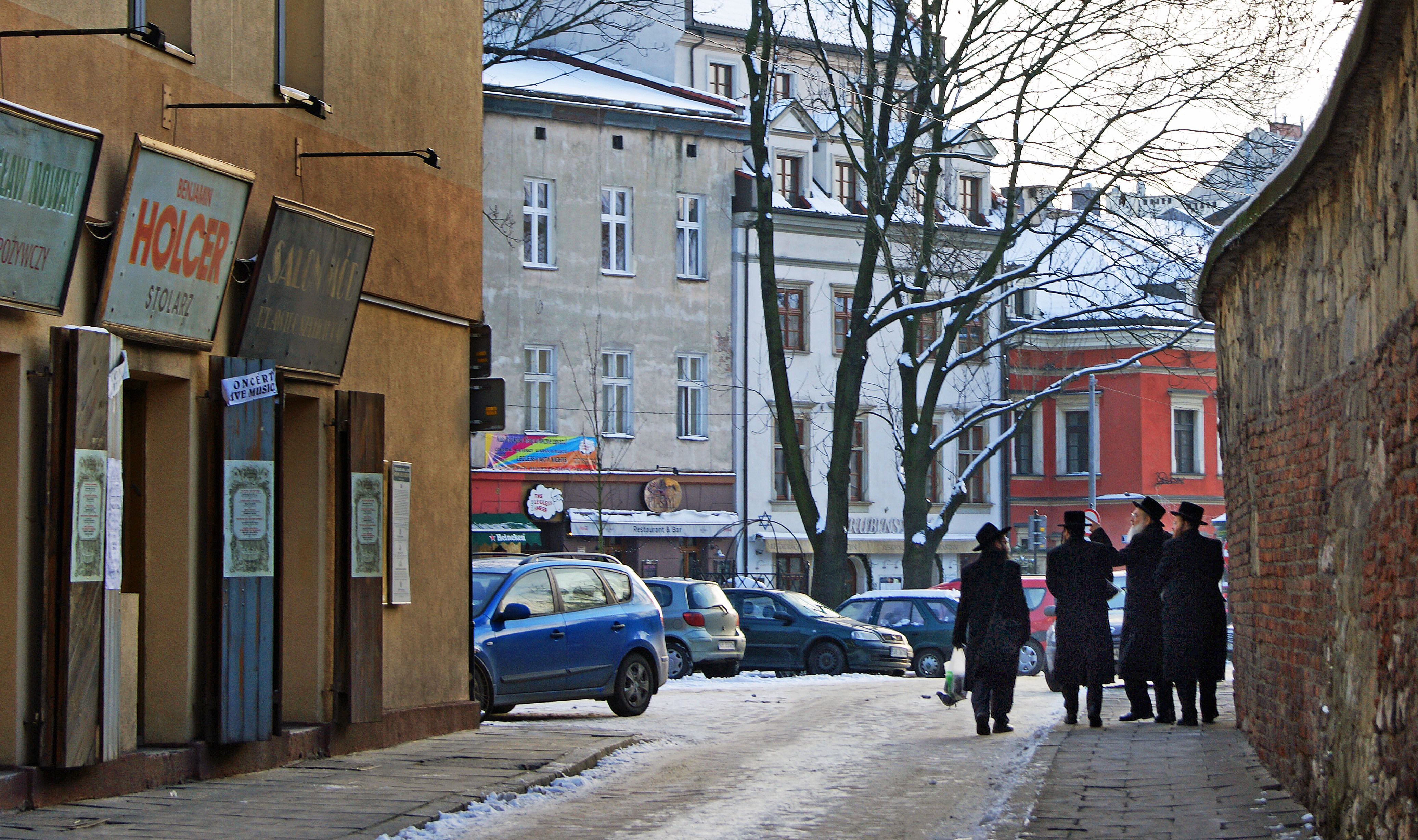
Người Do Thái Chính Thống giáo trên quảng trường đường Szeroka Square
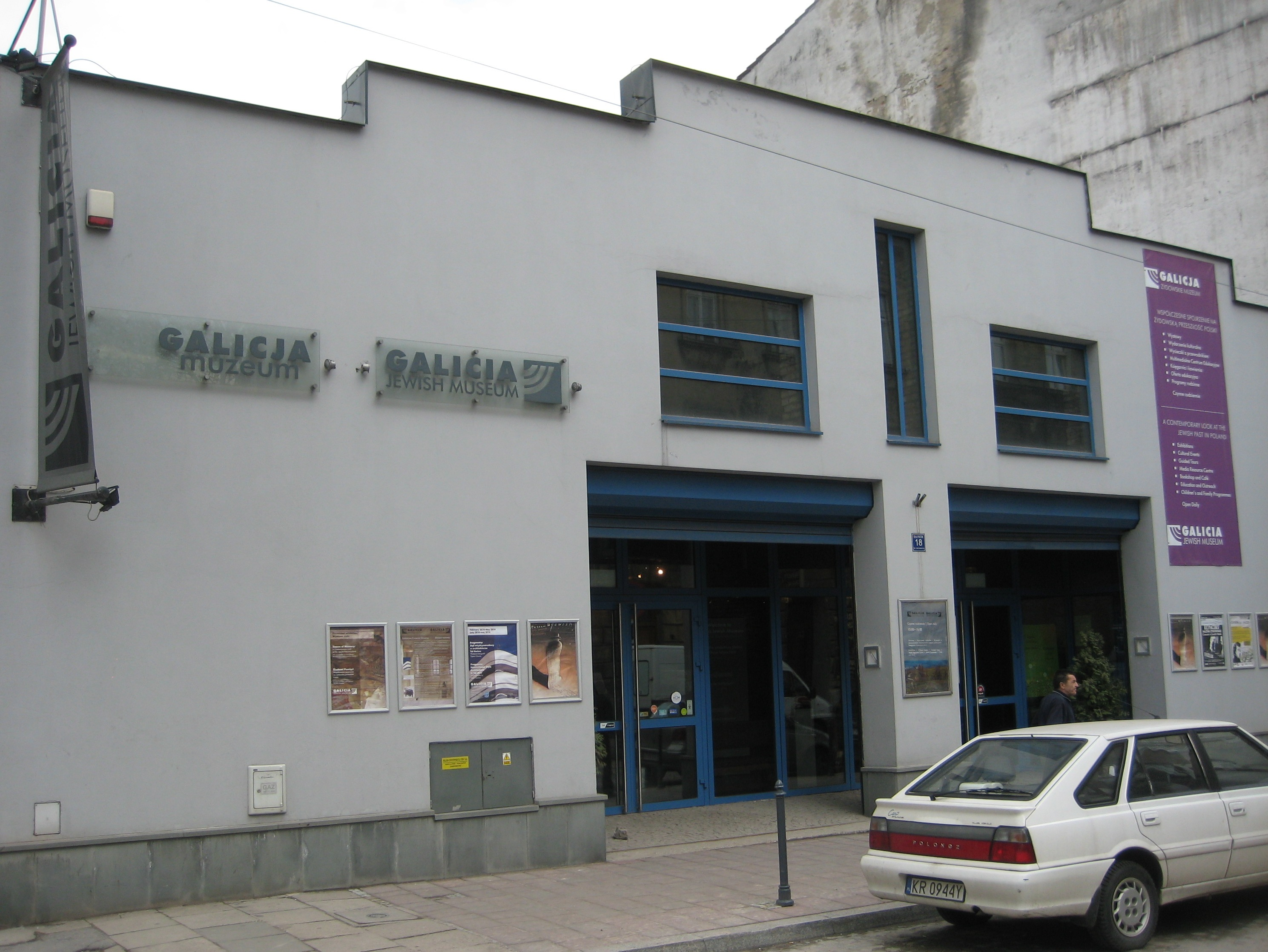
Bảo tàng Do Thái Galicia
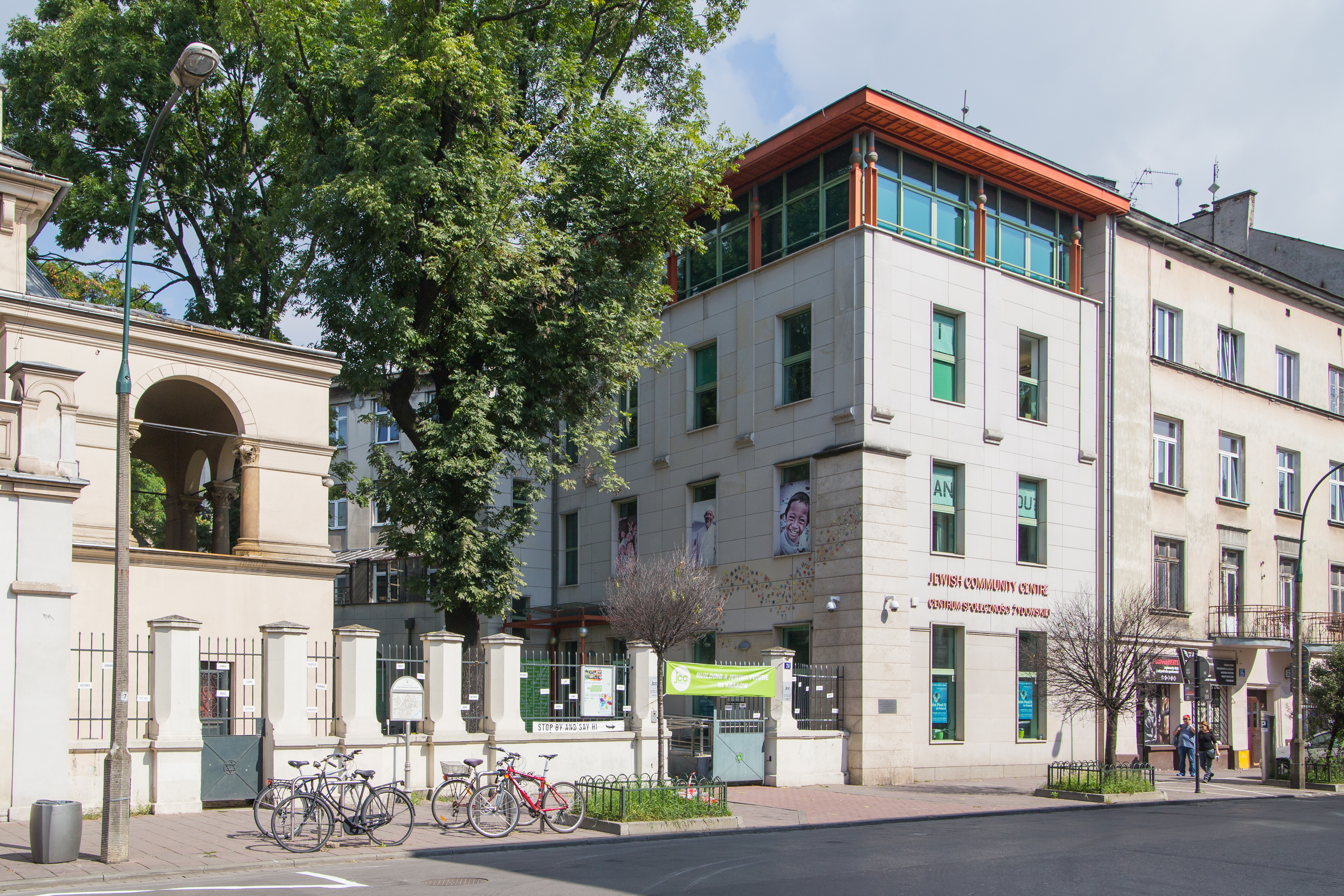
Trung tâm Cộng đồng Do Thái ở Krakow
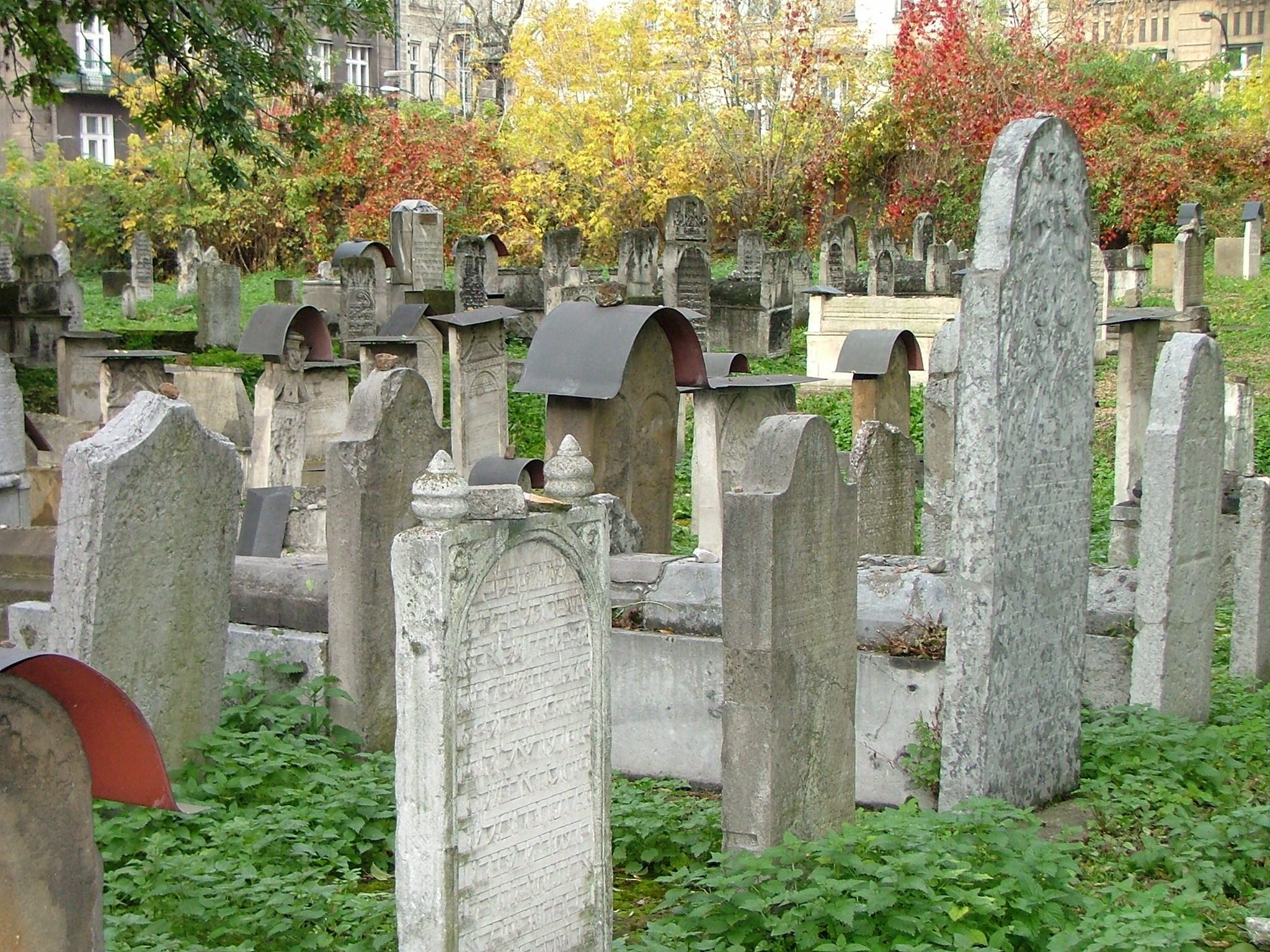
Nghĩa trang Remah thành lập từ năm 1535

## Điểm tham quan

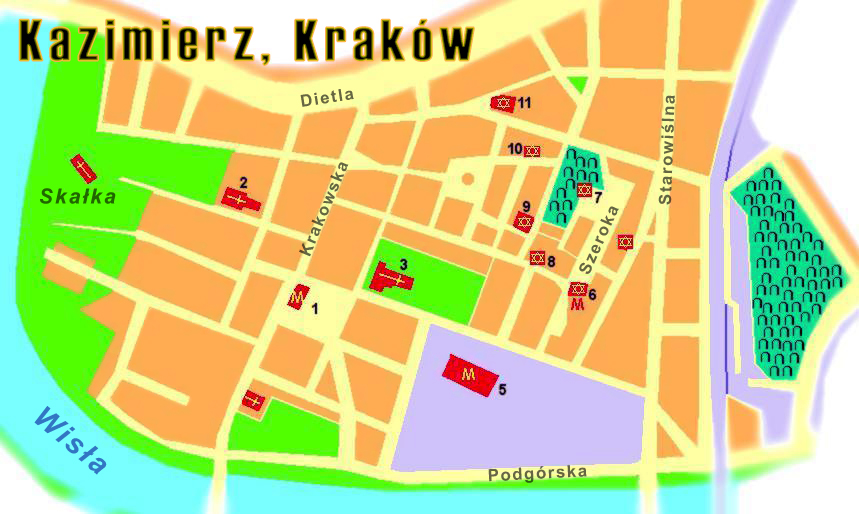
Bản đồ khu vực Kazimierz

### Khu vực Dân tộc Ba Lan
Xem bản đồ:
1. Quảng trường Chợ (Wolnica) với tòa thị chính, nay là bảo tàng dân tộc học
2. Nhà thờ Thánh Catarina Gothic
3. Nhà thờ Gothic Corpus Christi
4. Nhà thờ Baroque trên Đá (Skałka), địa điểm tử đạo của Thánh Stanislaus
5. Bảo tàng Kỹ thuật Thành phố

### Khu vực Do Thái
Xem bản đồ:
6. Giáo đường Do Thái cổ, nay là bảo tàng Lịch sử Do Thái
7. Giáo đường Do Thái Remah
8. Giáo đường Do Thái Cao
9. Giáo đường Do Thái Izaak
10. Giáo đường Do Thái Kupa
11. Giáo đường Do Thái Tempel, hiện vẫn còn hoạt động
12. Nghĩa trang Remah

## Thư viện ảnh

### Thánh đường

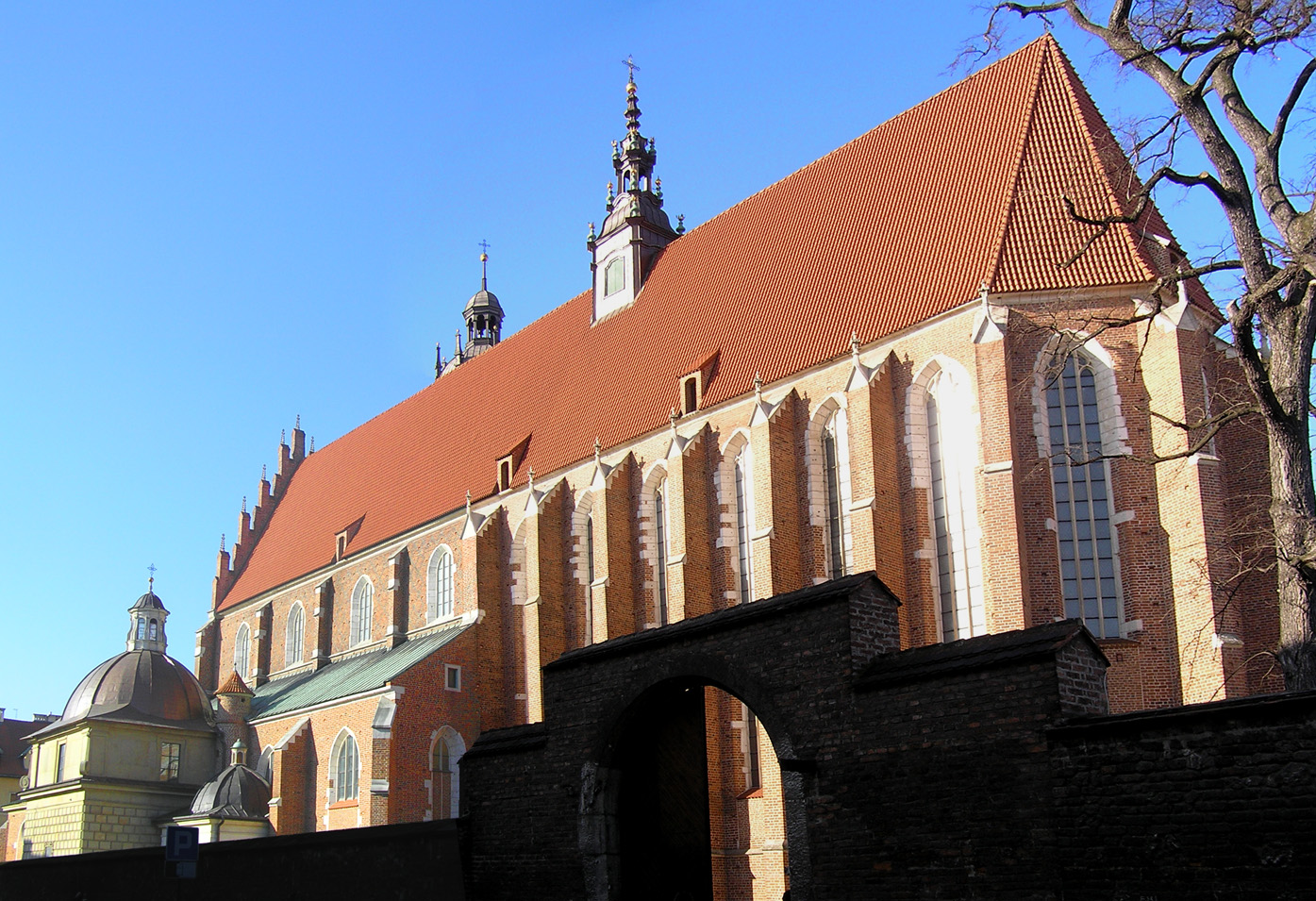
Thánh đường Corpus Christi, 1405
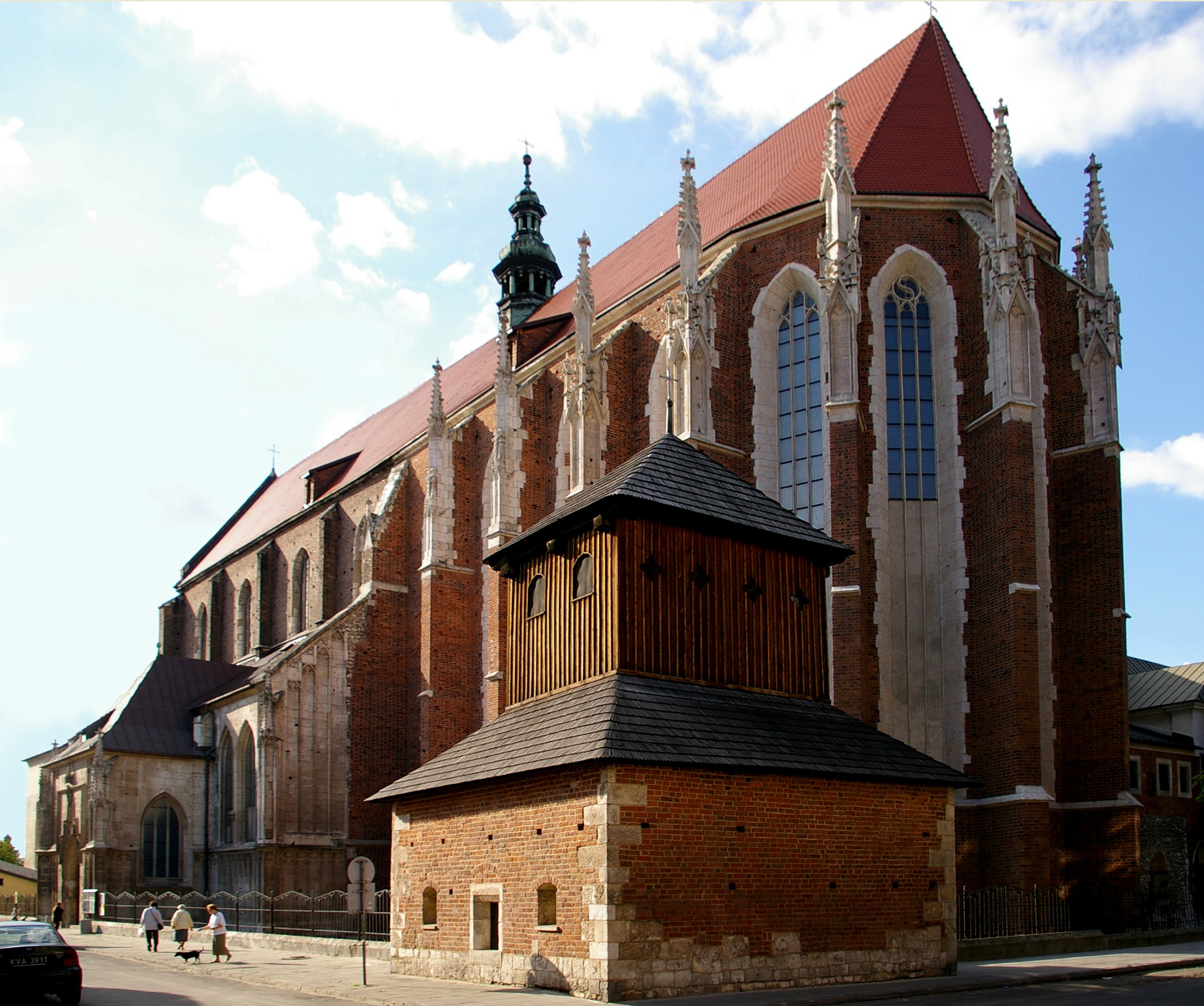
Nhà thờ Thánh Catarina, 1426
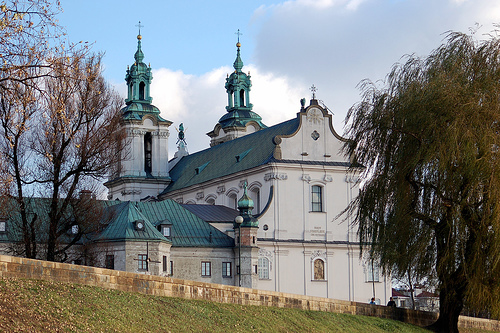
Skałka, 1751
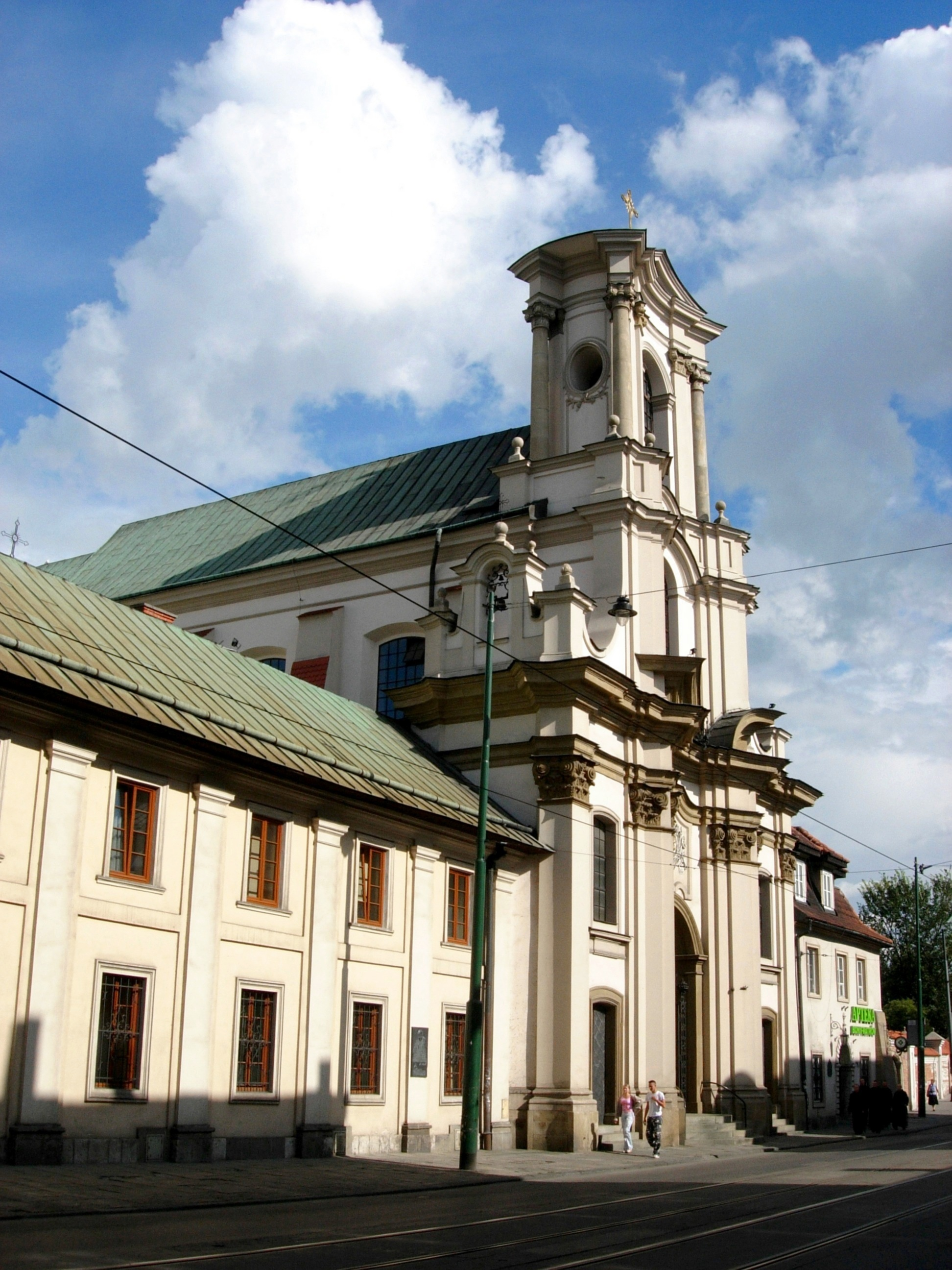
Nhà thờ Chúa Ba Ngôi, 1758

### Giáo đường Do Thái

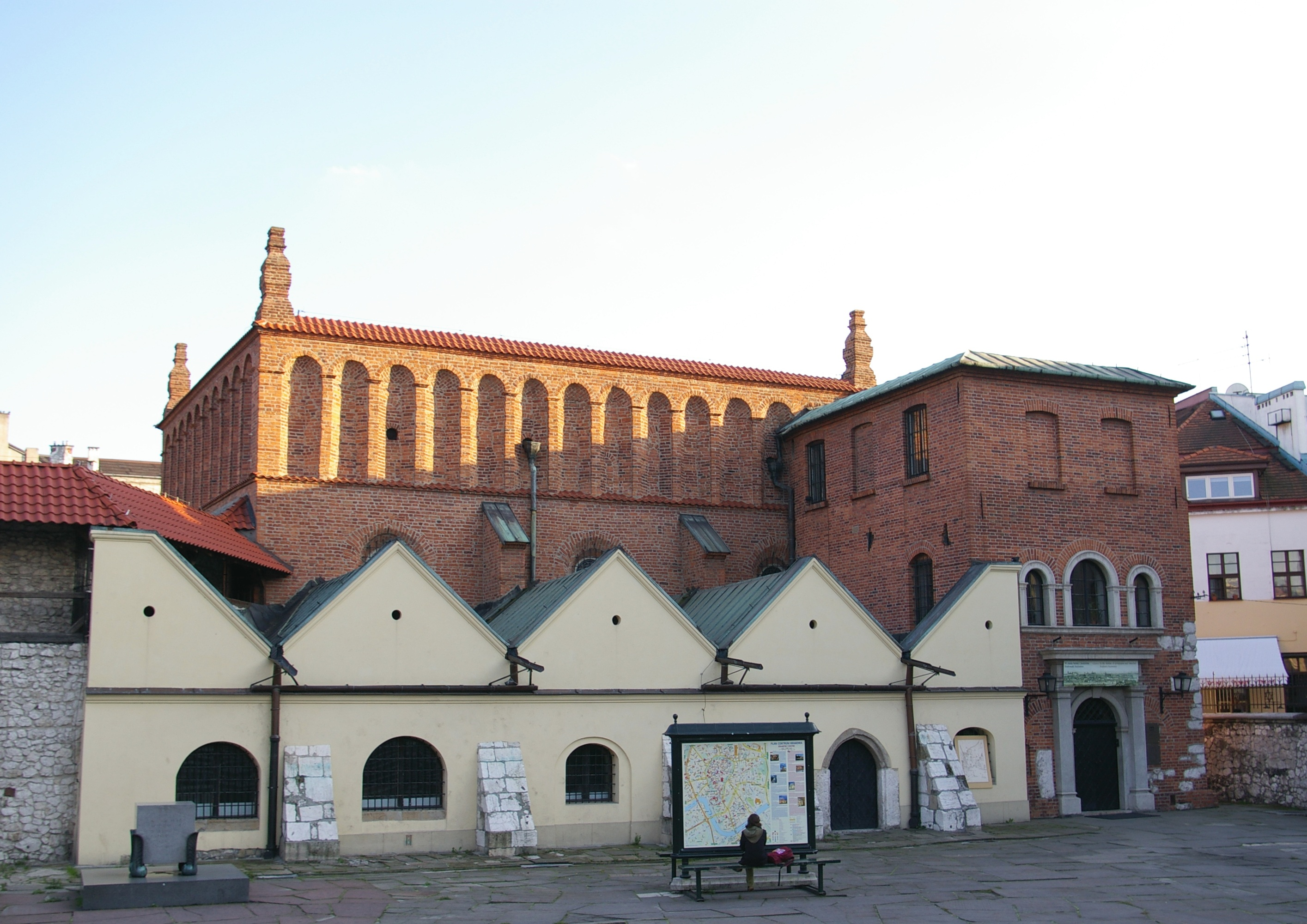
Giáo đường Do Thái cổ, thế kỷ 15
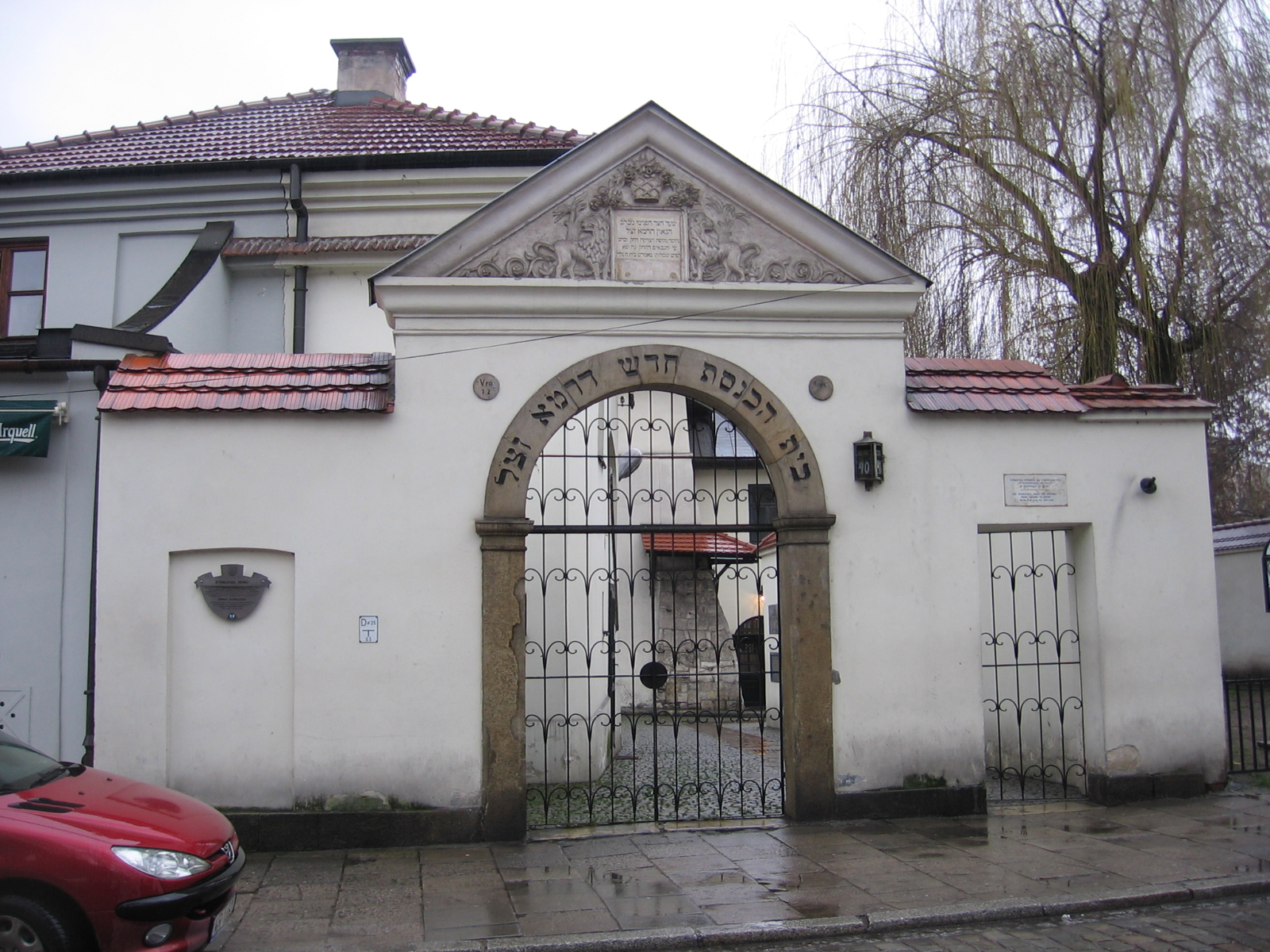
Giáo đường Do Thái Remah, 1557
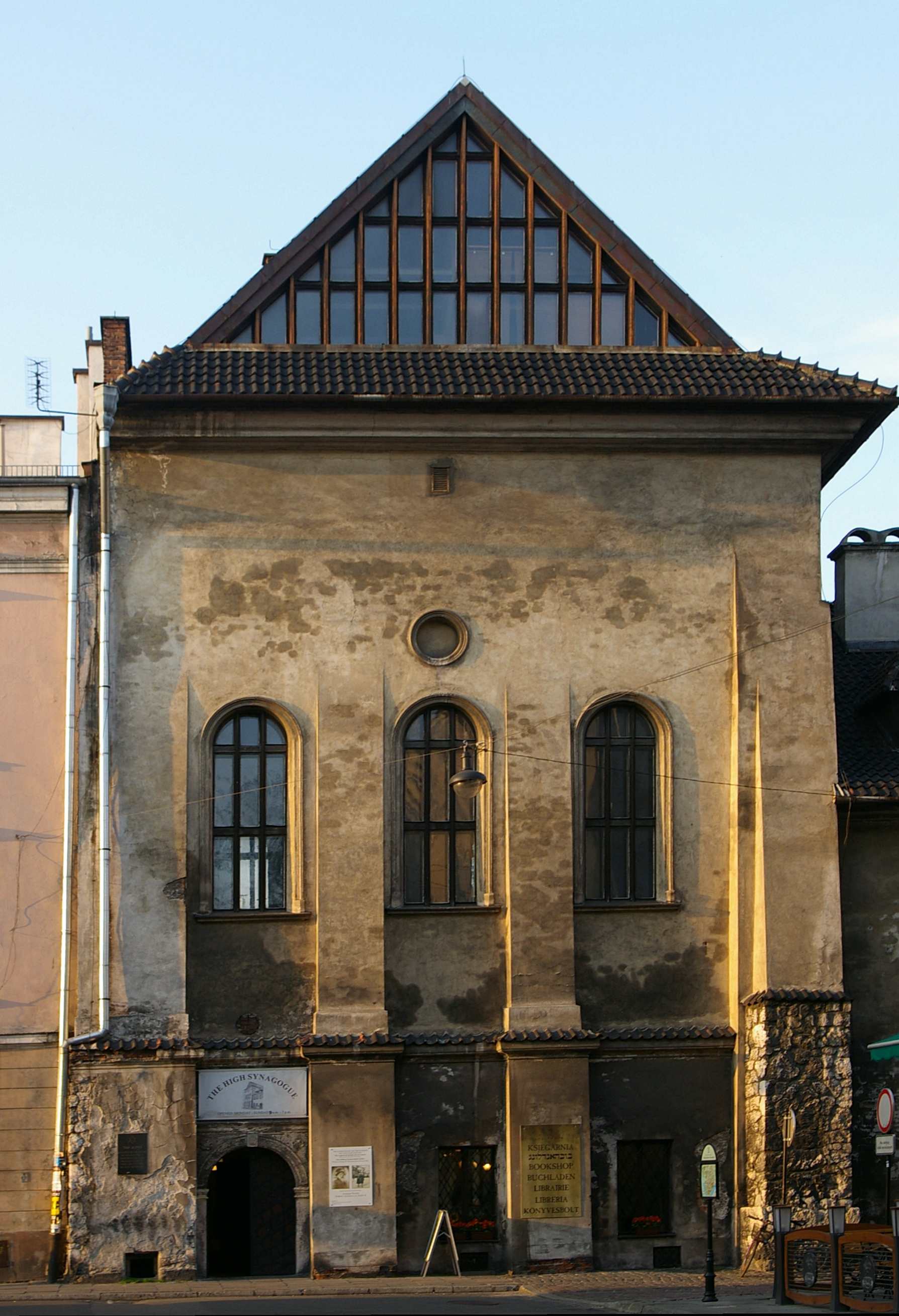
Giáo đường Do Thái Cao, 1563
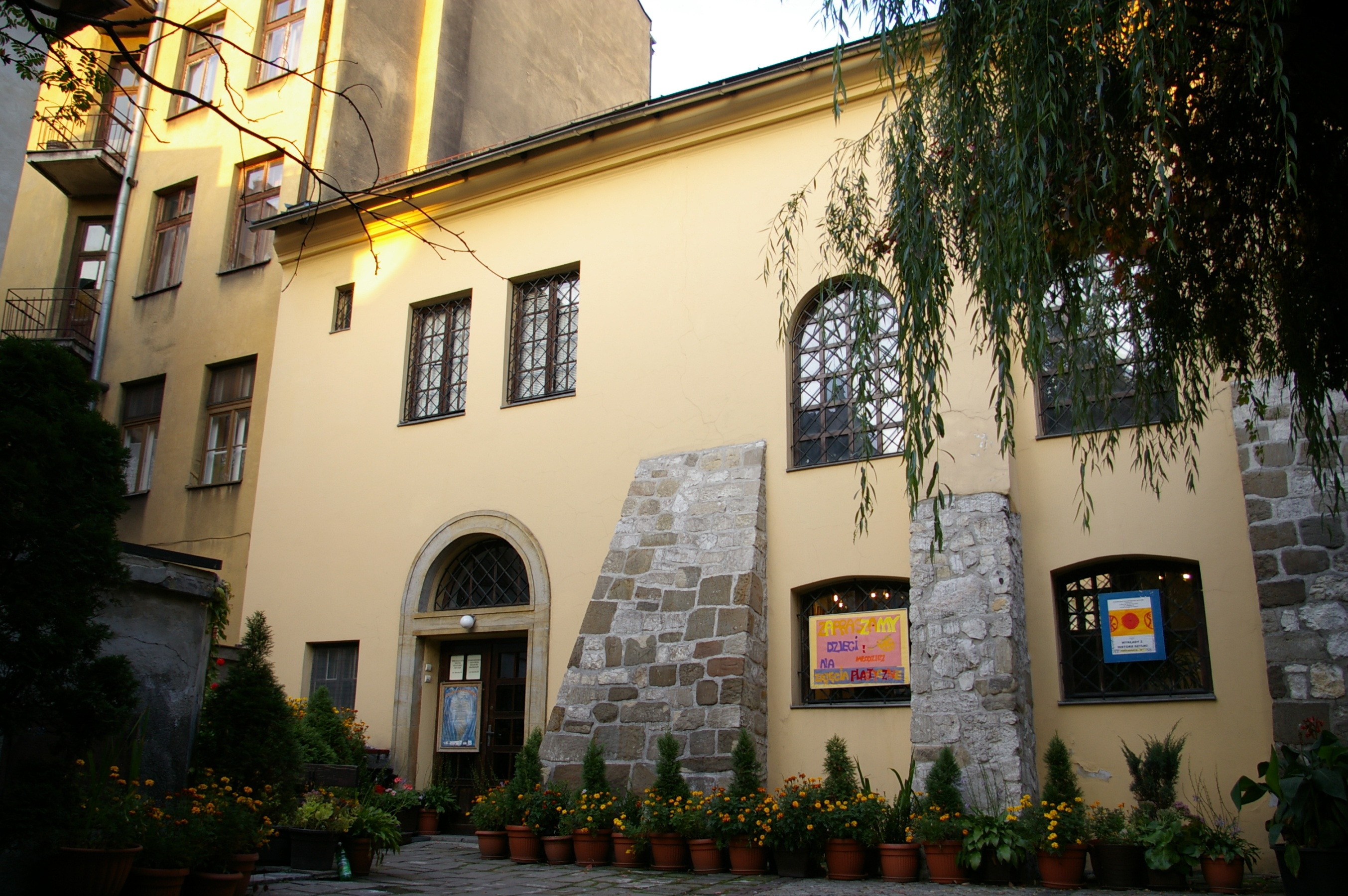
Giáo đường Do Thái Wolf Popper, 1620
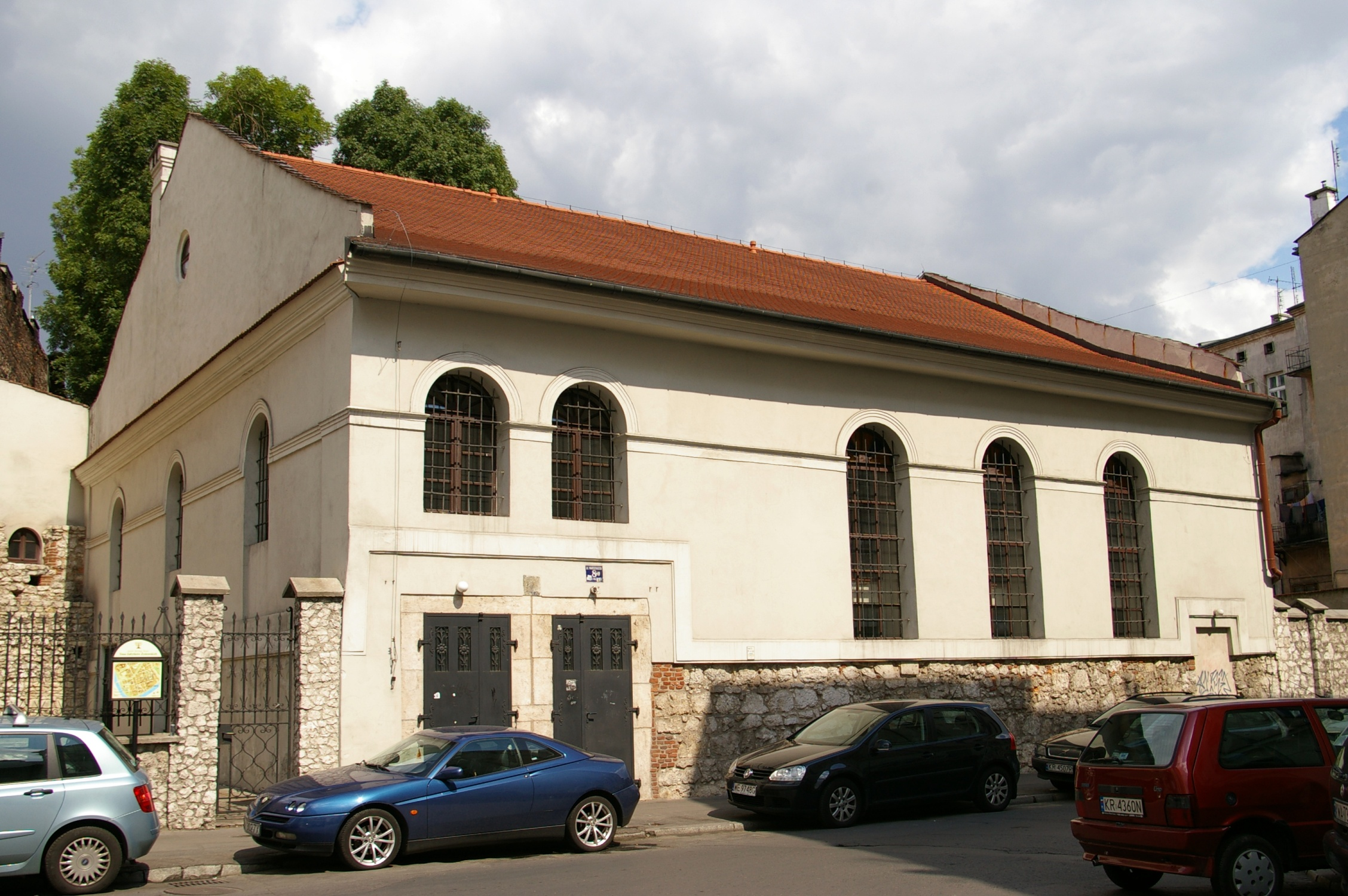
Giáo đường Do Thái Kupa, 1643
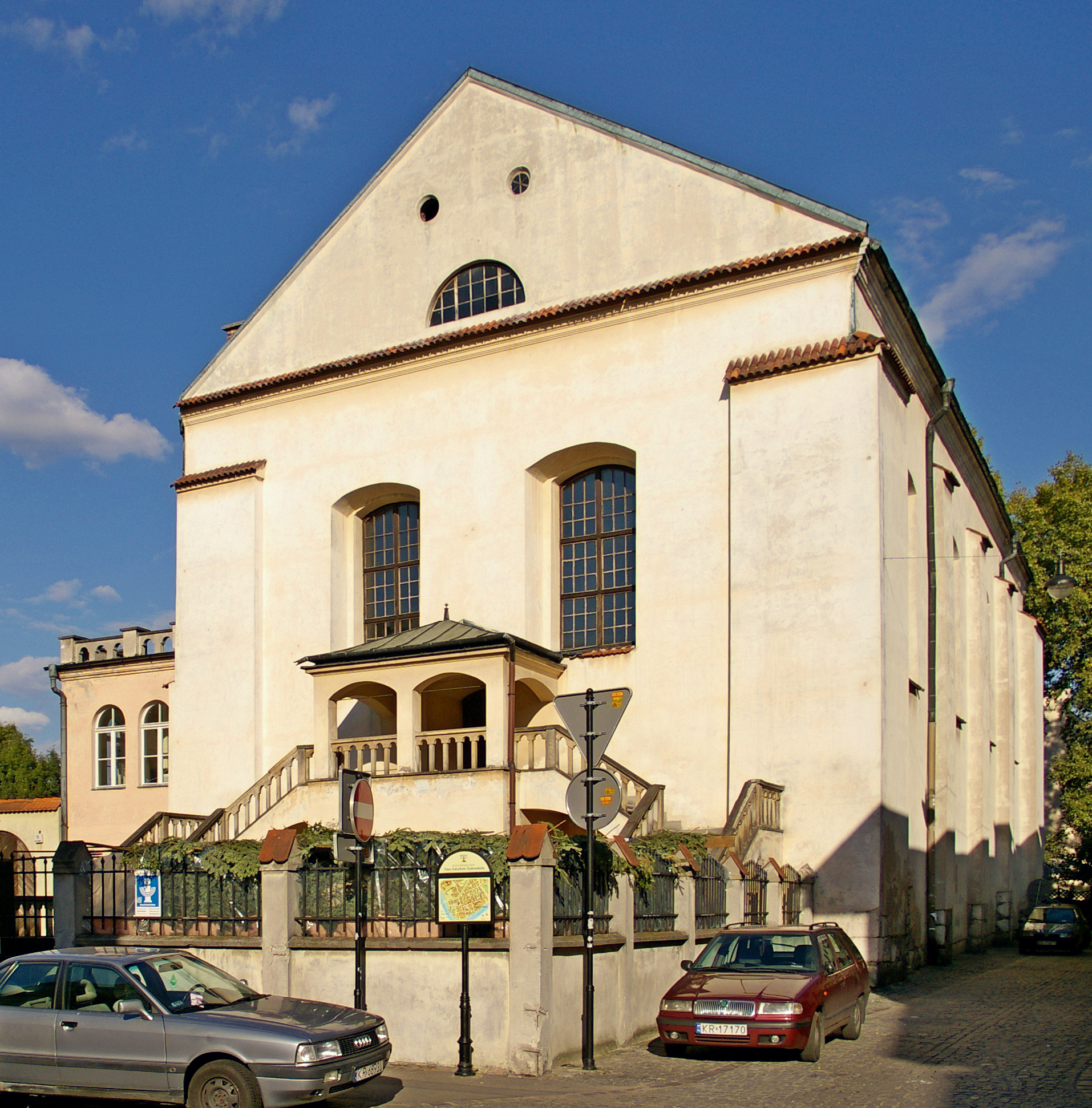
Giáo đường Do Thái Izaak, 1644
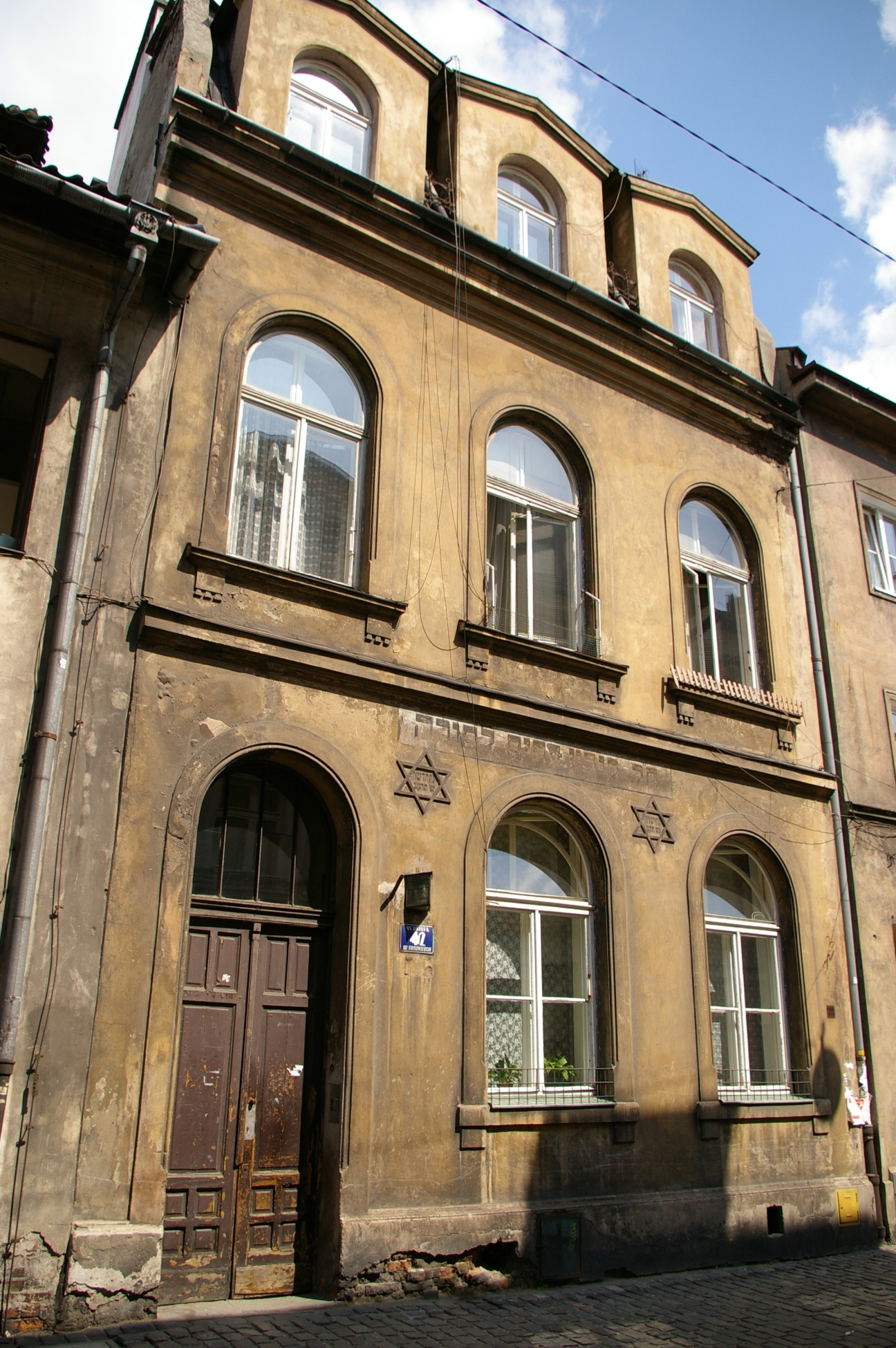
Giáo đường Do Thái Kowea Itim le-Tora, 1810
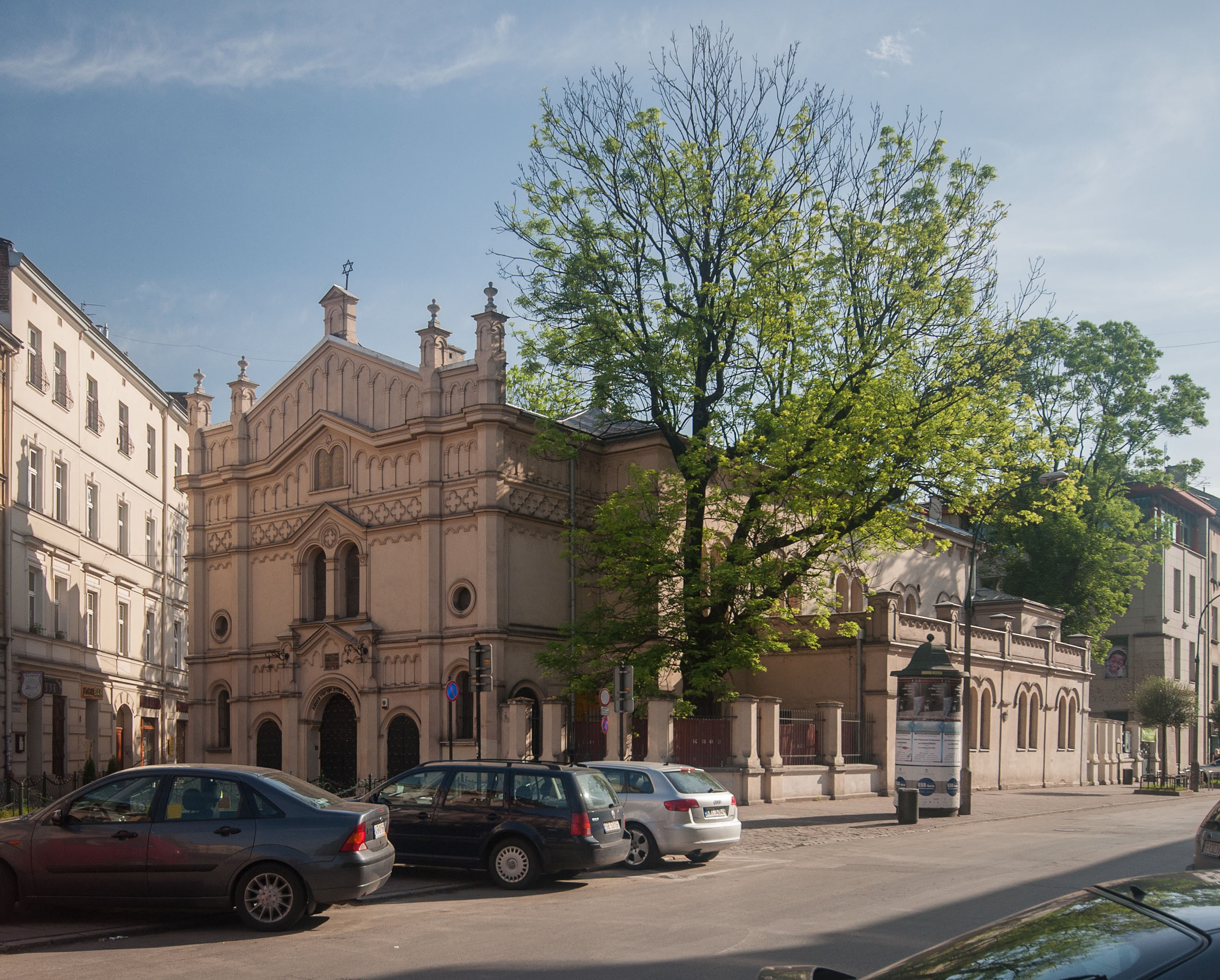
Giáo đường Do Thái Tempel, 1862
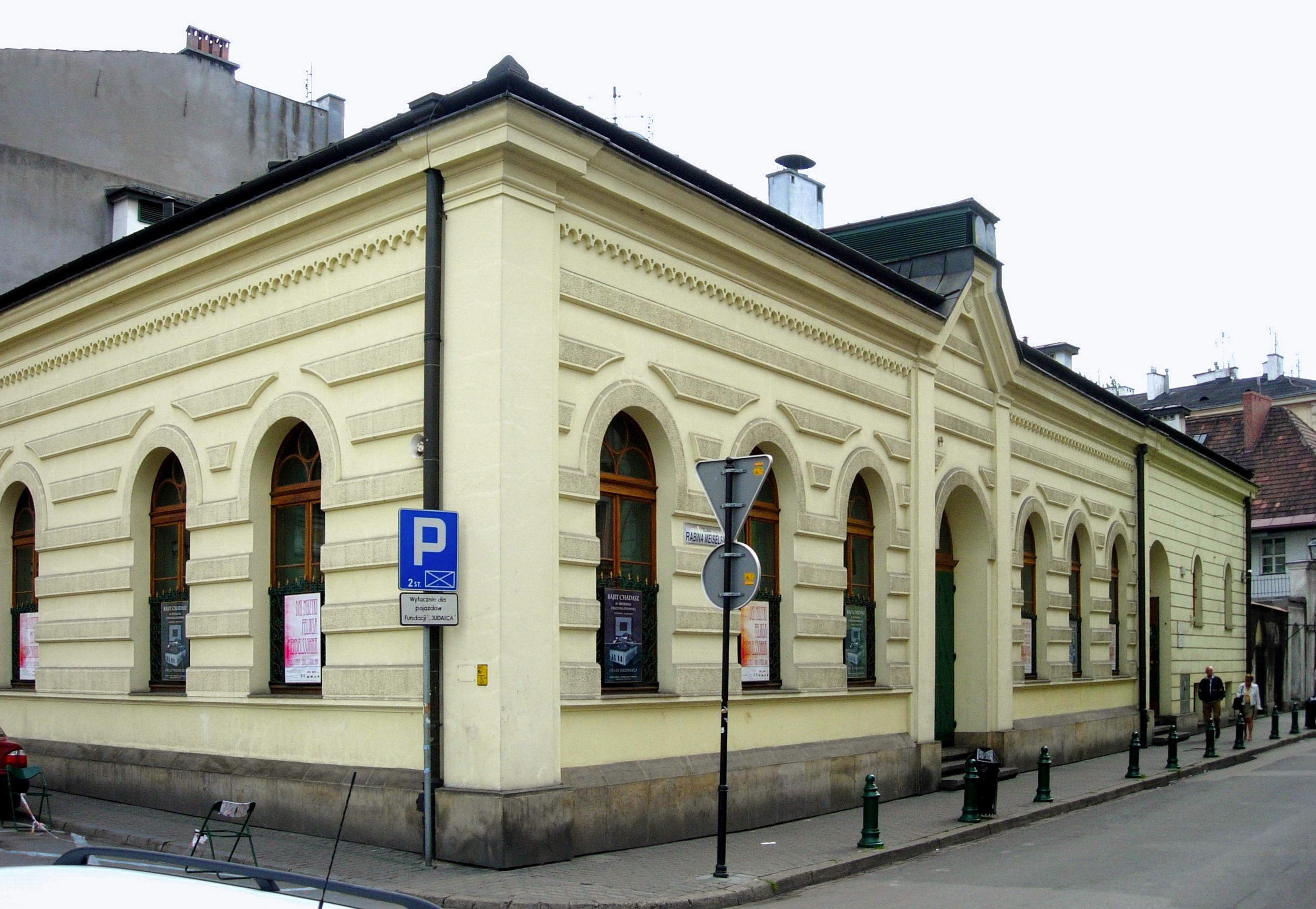
Nhà nguyện Bne Emuna, 1886. Nay là tòa nhà Judaica Foundation - Trung tâm Văn hóa Do Thái
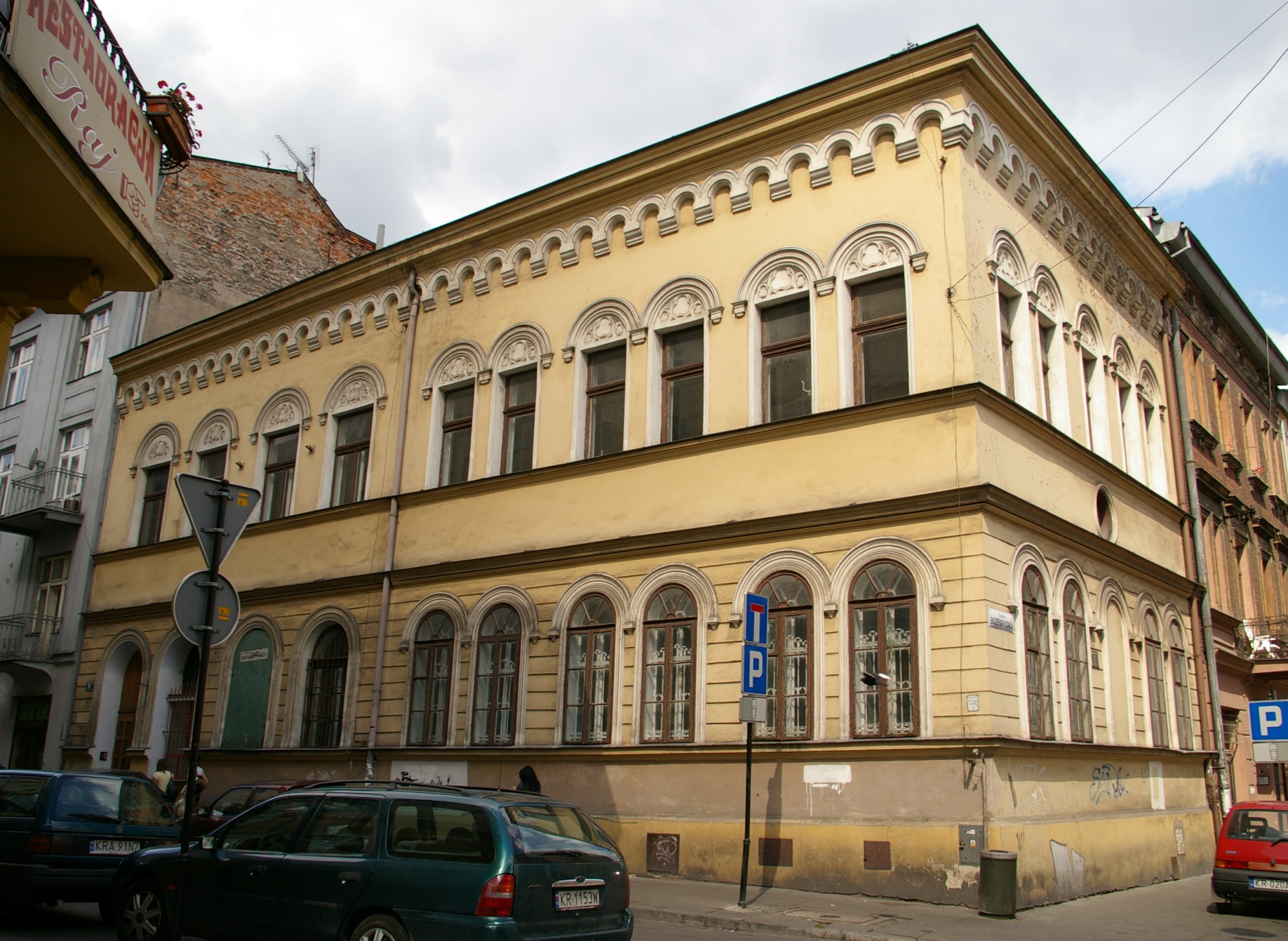
Giáo đường Do Thái Chewra Thilim, 1896. Nay là một nhà hàng.